# Philippe Charpentier
Pour les articles homonymes, voir Charpentier (homonymie).
Philippe Charpentier est un artiste peintre, graveur et lithographe né à Paris le 3 mars 1949. Initialement musicien (batterie) dans des groupes de jazz pendant une dizaine d'années (1970-1980), il se consacre dans un second temps entièrement à la peinture, étudiant la peinture et la gravure (dont la technique du carborundum) dans l'atelier de Henri Goetz. Il vit à Savigny-en-Sancerre dans le Cher et signe ses œuvres des initiales CP.

## Biographie

### La fonction de la gravure

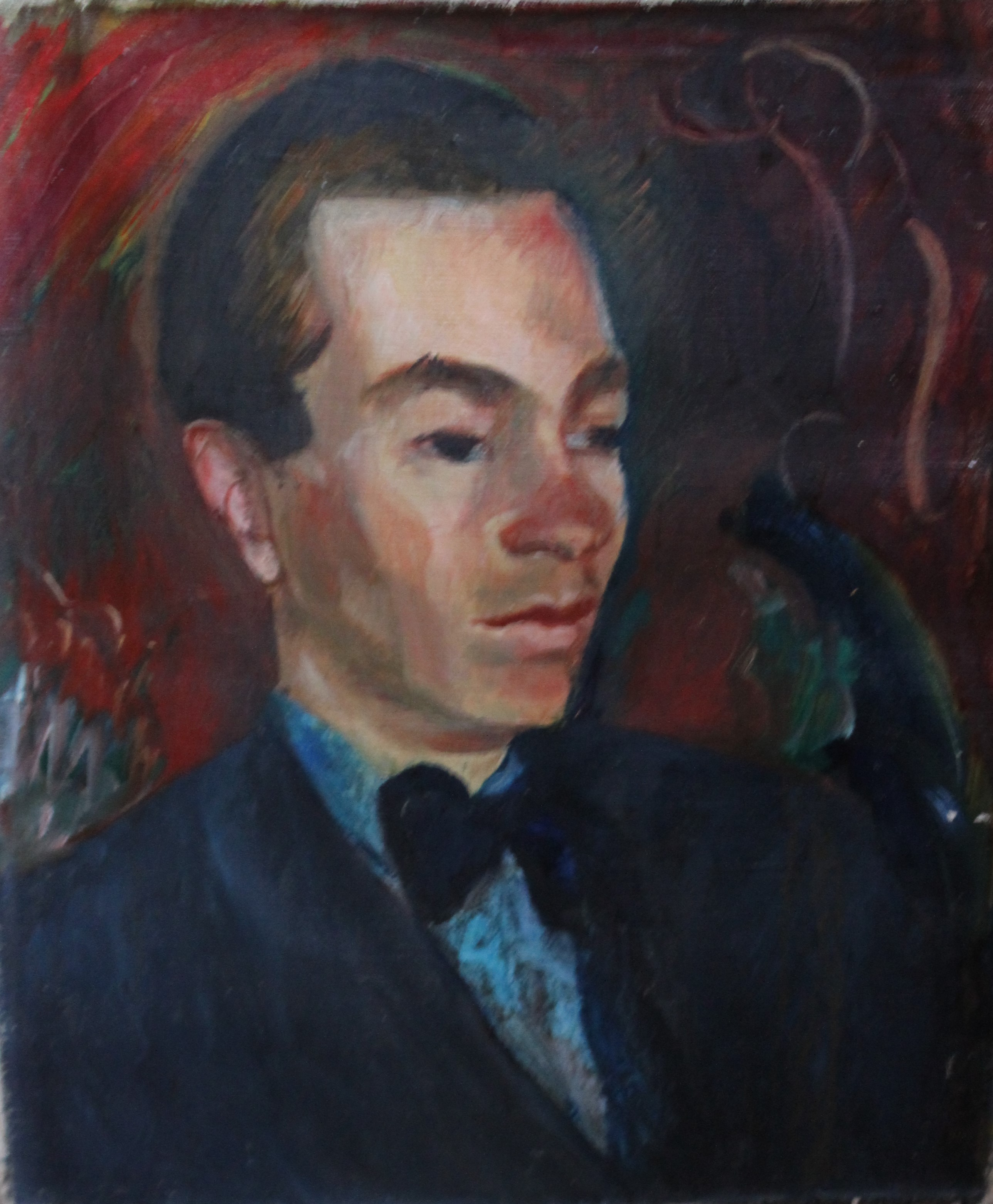
Henri Goetz

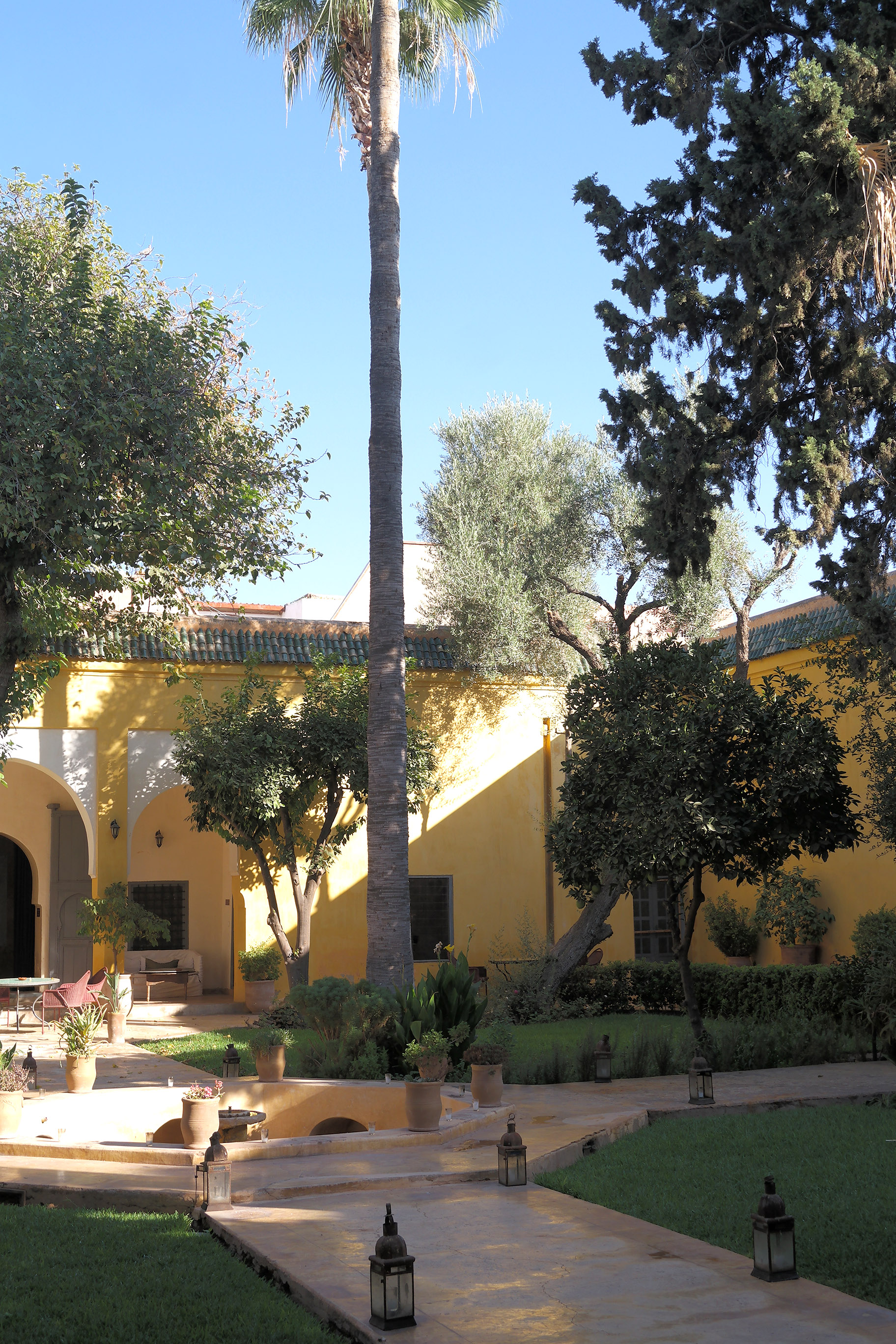
Riad Denise-Masson, Marrakech

Après une licence de gestion à l'université Paris-Dauphine en 1969-1971, Philippe Charpentier est dans la décennie 1970 batteur dans des orchestres de jazz. Alin Avila restitue l'empreinte durable sur son expression picturale de sa fréquentation en 1976 de l'académie d'Henri Goetz qui le conduira à abandonner la musique en 1979 pour se consacrer entièrement à la peinture : « Dans l'atelier d'Henri Goetz, il se défait de ses adolescentes manières : figuratives, sombres. Il découvre les couleurs - tons et nuances - et il faudra, pour ses premières œuvres, évoquer l'influence du métier de la gravure, tandis qu'il frotte ses supports comme le graveur le fait pour polir ses plaques ou bricole des outils afin qu'ils répondent à ses besoins expressifs ».
Sa sélection pour le Prix Fénéon, à la Galerie Katia Granoff en 1981, sa première exposition personnelle et sa première participation au Salon de la Jeune Peinture en la même année sont suivies d'environ 160 expositions personnelles et de plus de 450 expositions collectives (dont : Art Paris, Découvertes, Foire de Gand, Knokke-le-Zoute, Art Monaco, etc.). Dans le cadre d'une résidence d'artiste proposée par l'Institut français au Maroc, il effectue en 2009 un séjour au riad Denise-Masson situé dans le quartier Bab Doukkala de Marrakech.

### La fonction du collage
Patrick-Gilles Persin situe la singularité de Philippe Charpentier dans la fonction déterminante qui est celle du collage dans sa peinture : « au sein d'une œuvre abondante, les collages figuratifs s'imposent pour recréer d'autres espaces inclus dans l'œuvre abstrait de Philippe Charpentier. Ils existent, là, comme pour oxygéner l'œuvre et donner un pouvoir supplémentaire à la gestique et aux signes… Ainsi est fixée durablement l'actualité qui, autrement, est appelée le plus souvent à disparaître. Charpentier transcende l'image, la glorifie. Seuls l'inconscient et le subjectif guident la sélection,, telle ou telle image lui paraît indispensable, vitale en plein acte créateur. Elle vient donc s'inscrire dans le tableau comme une couleur, comme une masse équilibrante au milieu des autres. Le collage participe avec une force égale, un pouvoir identique et une efficacité évidente au rythme créatif du peintre qui donne une syncope autre et tout aussi fondamentale que le sont pour lui le bleu ou le rouge ».

### La fonction du jazz
Delphine Jonckheere perçoit en Philippe Charpentier un « explorateur infatigable des techniques artistiques maîtrisant l'art de "guider le hasard", permettant à ses toiles de révéler des niveaux de lecture multiples et profonds. Son œuvre transcende les frontières entre les disciplines artistiques et son passage de la musique à la peinture n'a pas été une décision calculée, mais une évolution naturelle de son besoin de communiquer et de partager sa vision du monde ». Ainsi, pour la musicologue Bernadette Junillon, « le jazz participe profondément de la connaissance du monde de Daniel Humair et Philippe Charpentier, et les conduit vers une prospection picturale qui ne se veut pas "objective" ou conceptuelle, comme le sont de nombreuses recherches succédant à la peinture gestuelle dans l'art contemporain. Leur œuvre insiste, au contraire, sur la spontanéité du geste, l'improvisation et une certaine vitesse d'exécution. Tous deux présentent l'espace ouvert sur l'extérieur du cadre et travaillent sur la profondeur. Daniel Humair par superpositions de couleurs transparentes, Philippe Charpentier par couches de matières opaques et souvent rugueuses. C'est peut-être ce qu'il y a de plus surprenant chez eux, cette profondeur du tableau. Leur rapport au temps dans la musique a-t-il participé à cette condensation d'éléments ou de tons superposés ? À ce désir de créer dans la rapidité des coups de crayon ou de pinceau ?… Dans la peinture de Daniel Humair ou de Philippe Charpentier se retrouvent une volonté de liberté et de plaisir et une grande générosité ».

## Œuvres

### Peintures sur toiles (sélection)

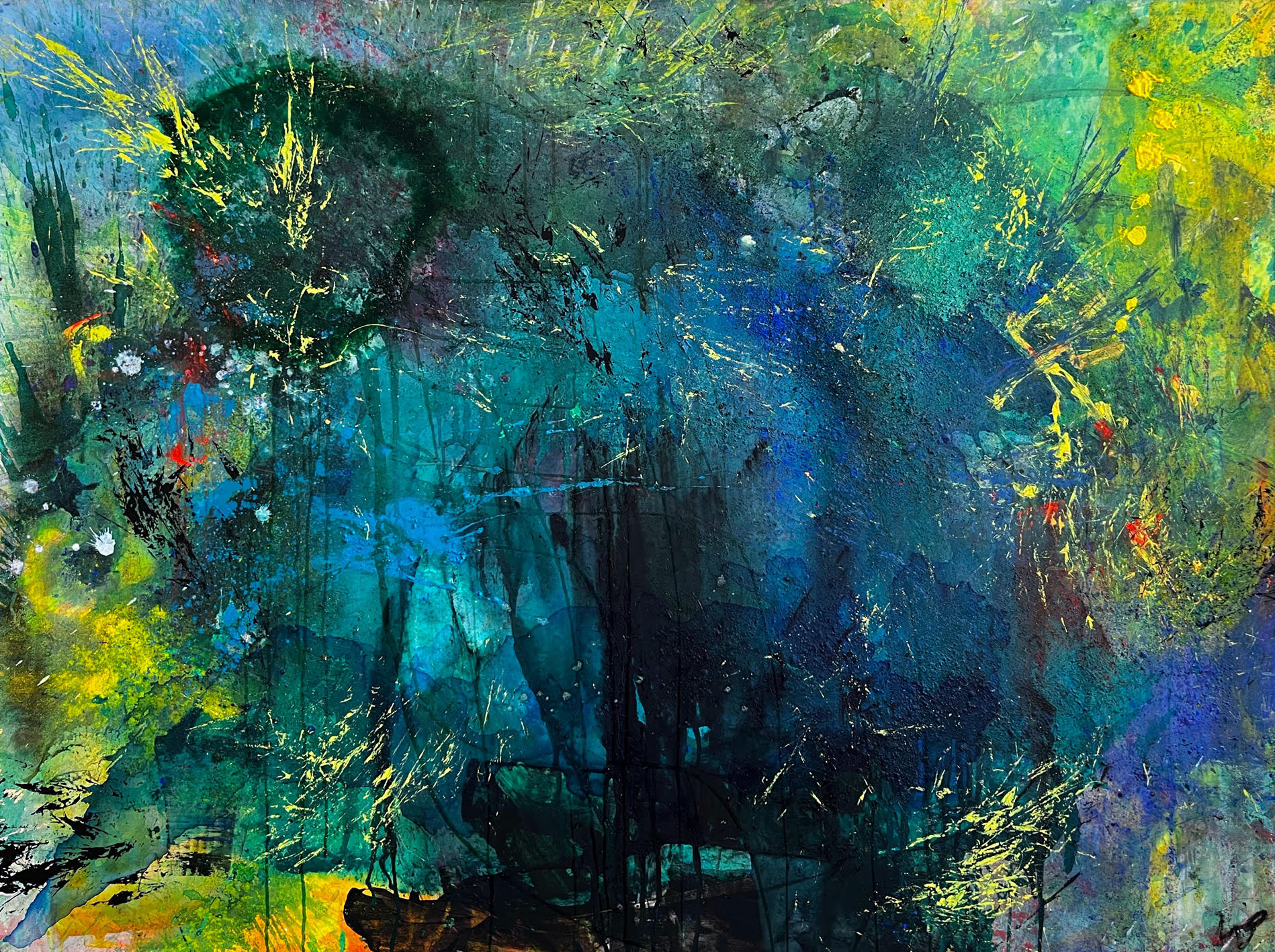
La Voie bleutée, 114x146cm, 2022
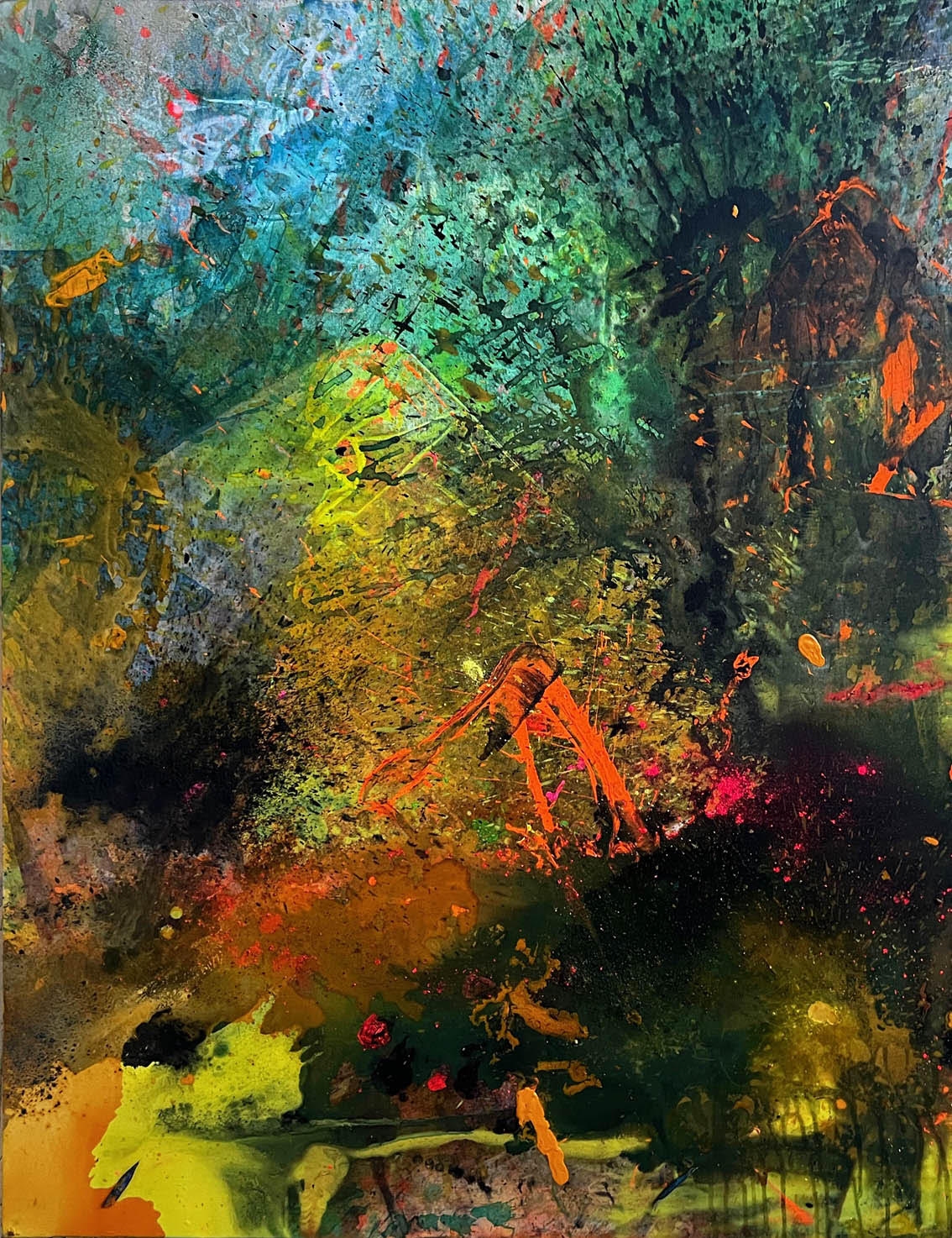
Amazone, 146x114cm, 2022
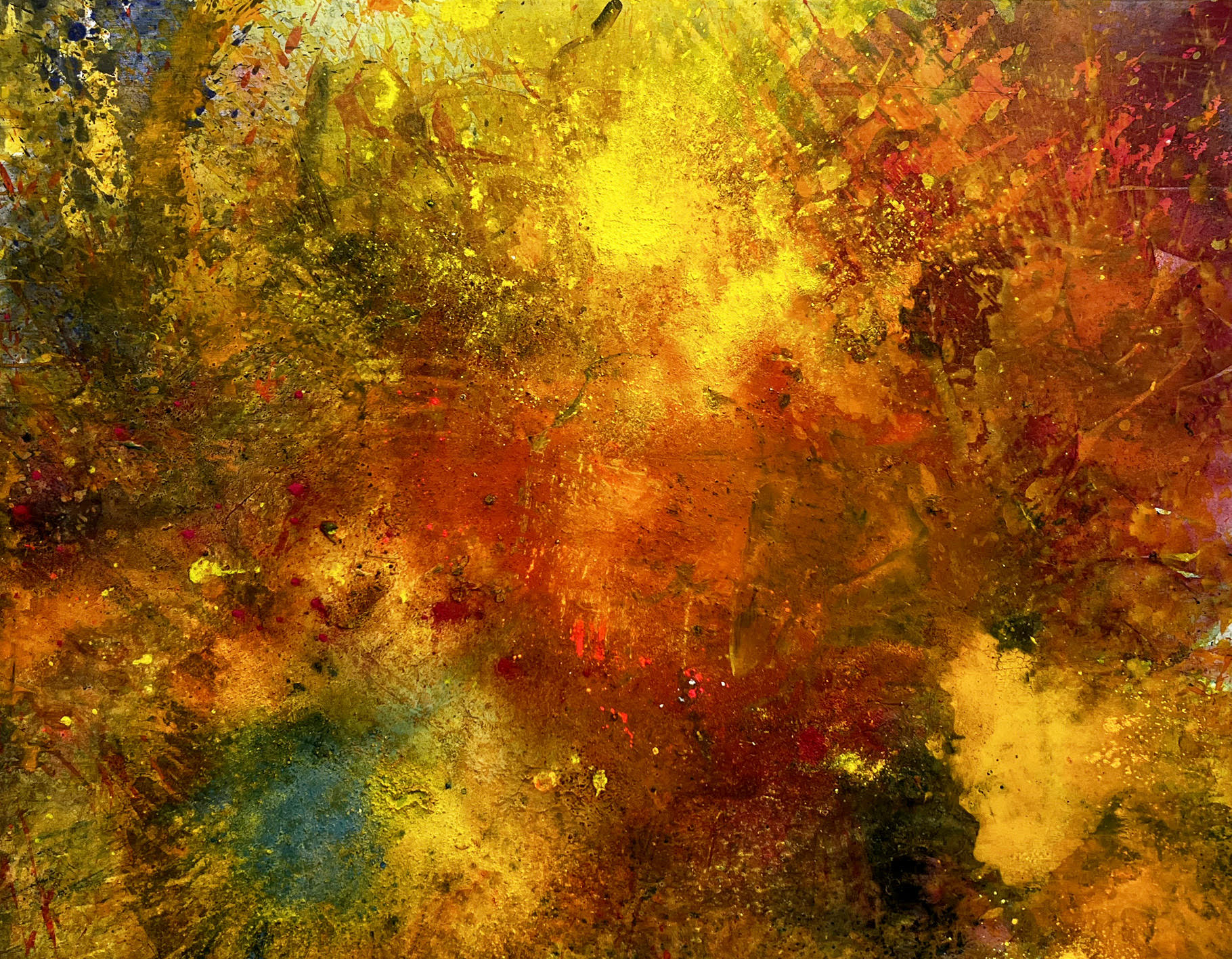
Plein soleil, 114x146cm, 2022

### Étiquettes
- Domaine de Viaud (Lucette Bielle propriétaire), Lalande de Pomerol, 1994[9].
- Camembert du Débarquement, cinquantenaire du Débarquement de Normandie, 250.000 exemplaires numérotés, Union des coopératives laitière Isigny-Sainte-Mère, juin 1994[10],[11],[12],[13],[14].

### Contributions bibliophiliques
- Pierre Marat, ÉCLAT-Bouts, 26 exemplaires numérotés, enrichis d'un « bout d'éclats » de Philippe Charpentier, L'Alphabet éditeur, Paris, 1984.
- Pierre Marat, Solo, 65 exemplaires numérotés; signés par l'artiste, enrichis de 4 lithographies originales de Philippe Charpentier, éditions Saluces, Avignon, 1985.
- Pierre Gagnaire, La cuisine immédiate, illustrations de Philippe Charpentier, éditions Robert Laffont, Paris, 1988.
- Pierre Gagnaire, Épaule d'agneau rotie-pochée à l'enragé, 40 exemplaires numérotés, enrichis d'une œuvre originale de Philippe Charpentier, éditions Yeo, Paris, 1995.
- Michel Faucher, Zig zag, tranches de vie, instants volés, dessins de Philippe Charpentier, collection « Yeo », éditions Area, Paris, 1996.

### Contributions scéniques
- Création de deux tuniques pour le spectacle Passion du chœur Mikrokosmos, 2022.

## Expositions

### Expositions personnelles

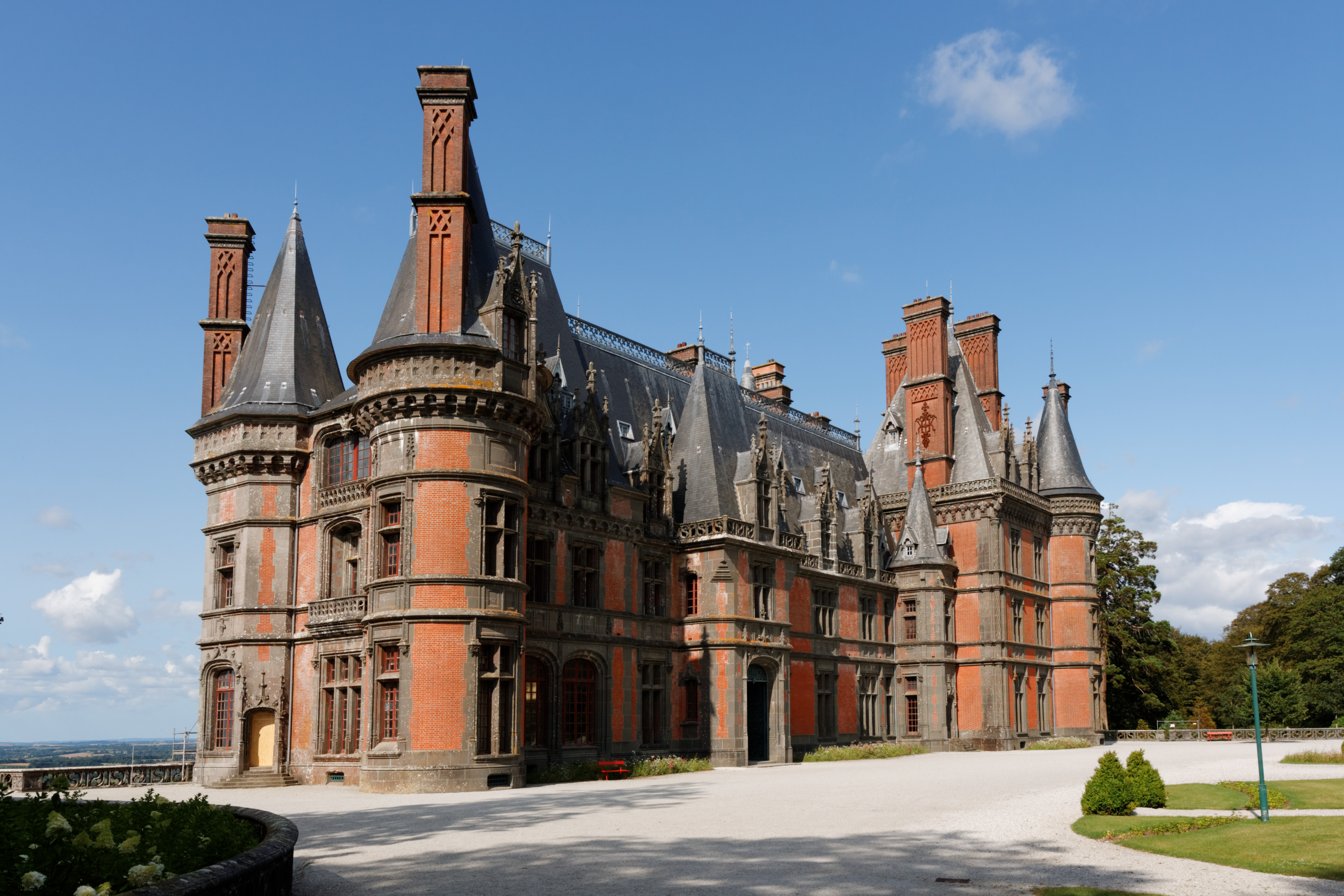
Château de Trévarez, Saint-Goazec, 1985

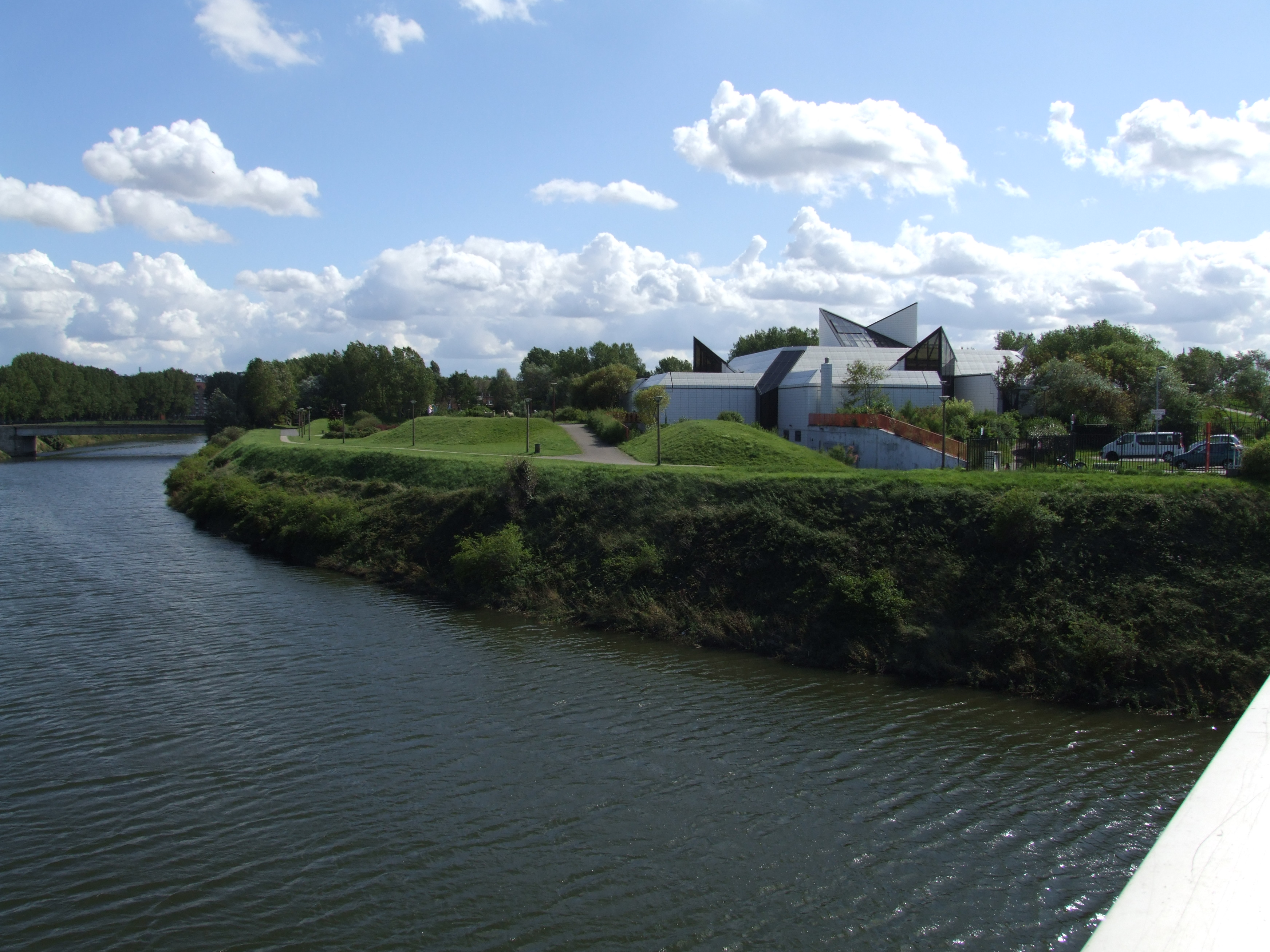
Lieu d'art et action contemporaine de Dunkerque, 1989

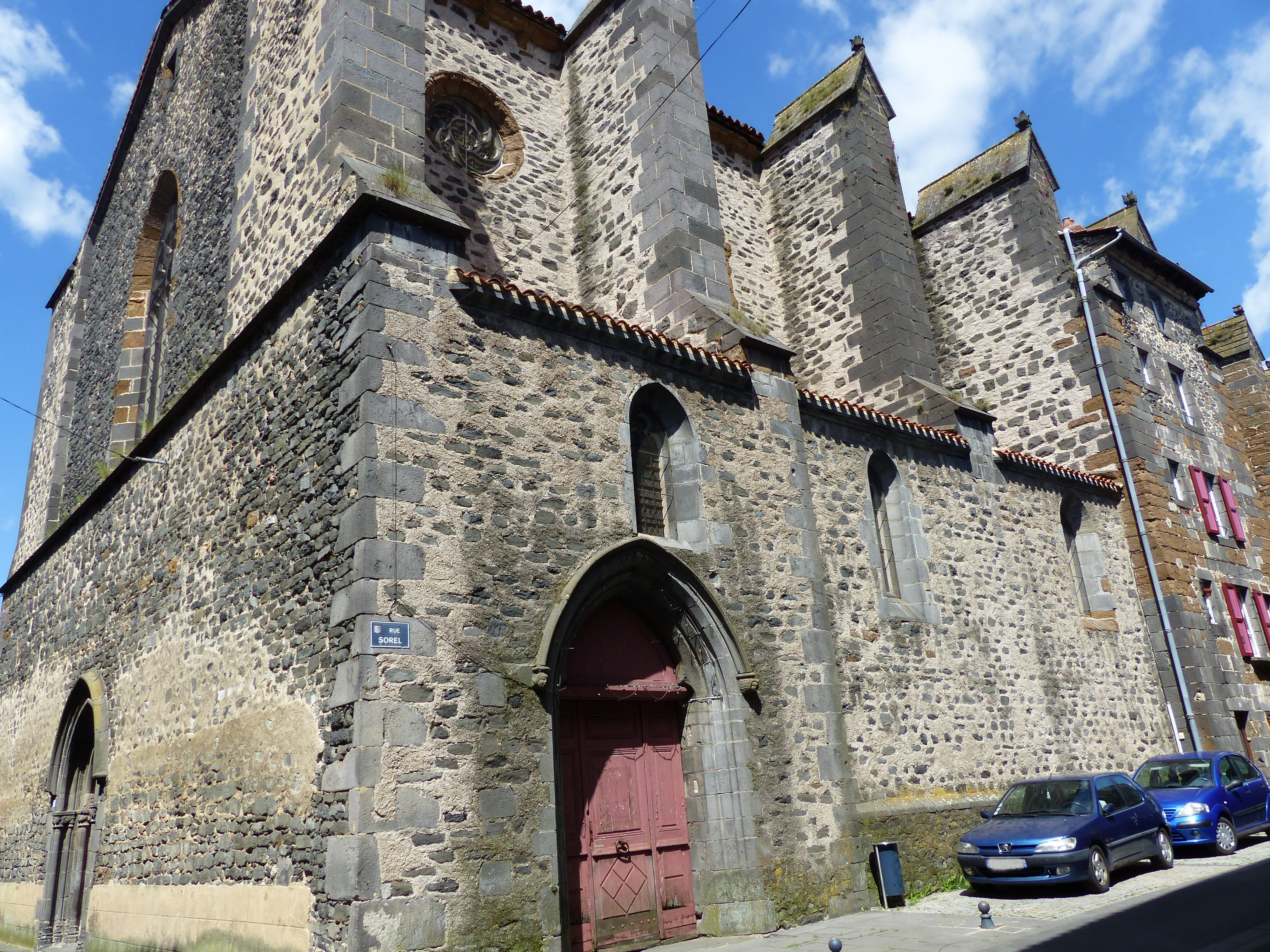
Église Saint-Vincent de Saint-Flour, 1992

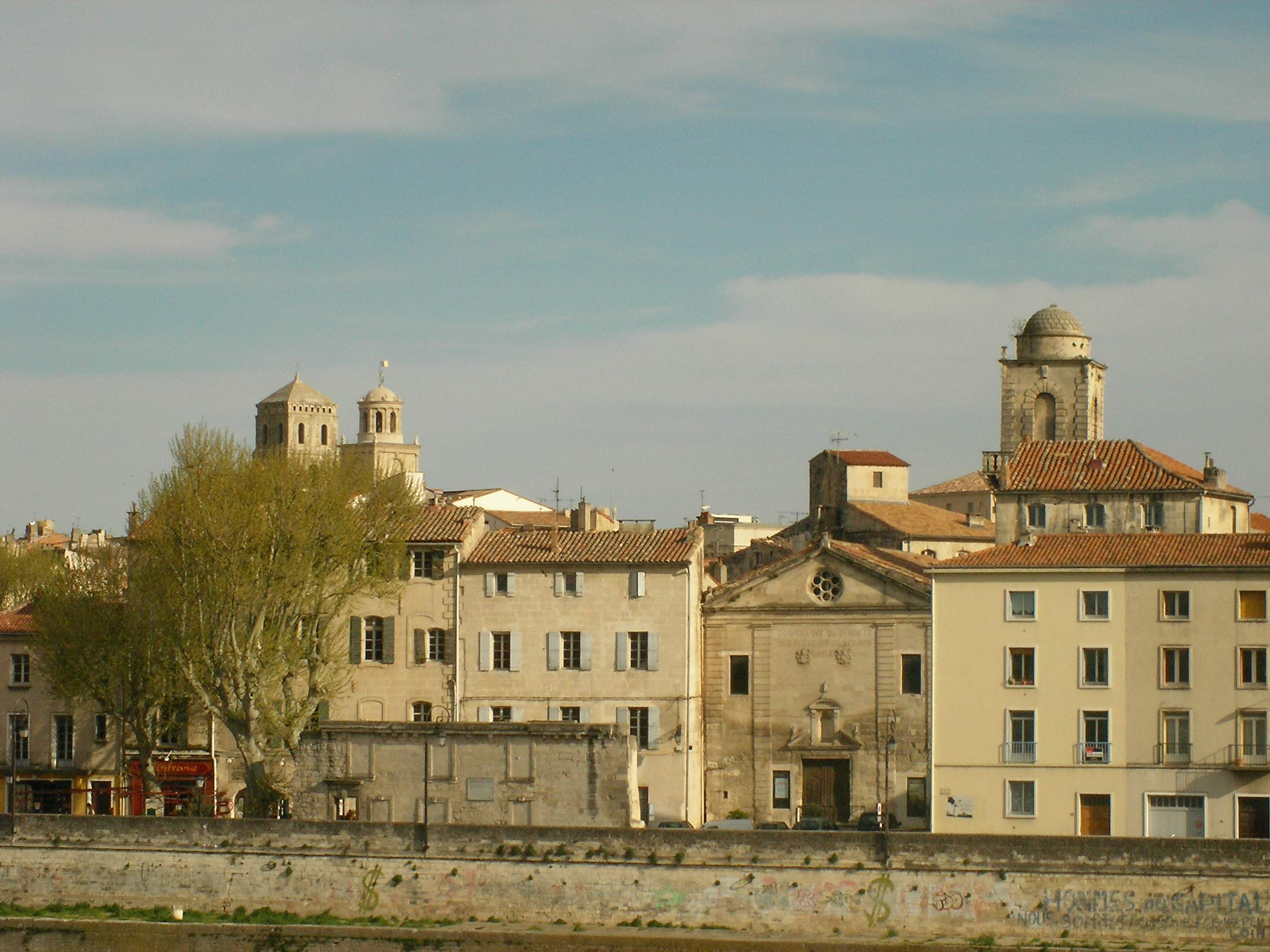
Chapelle du Méjean, Arles, 1996

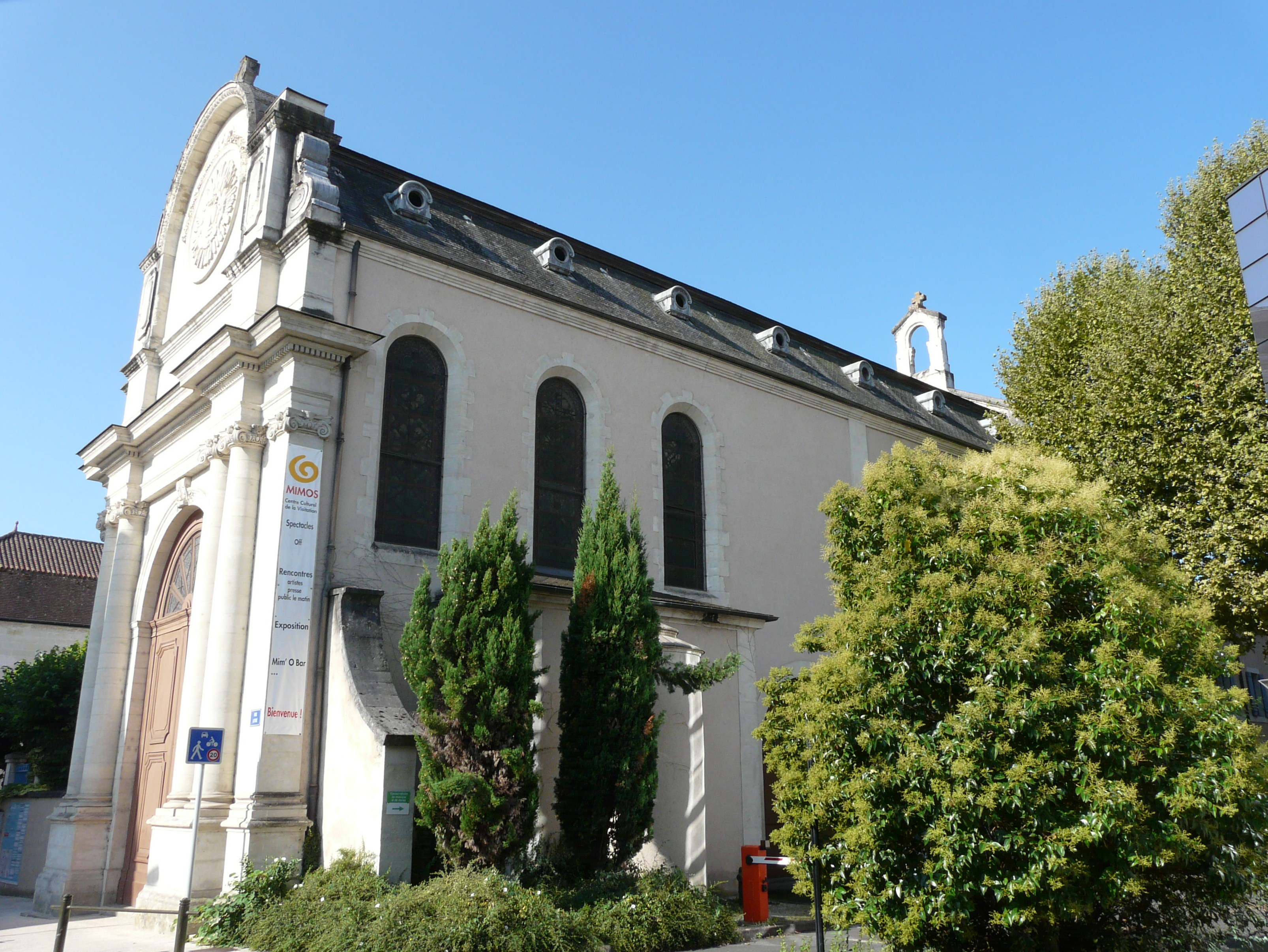
Centre culturel de la Visitation, Périgueux, 1996

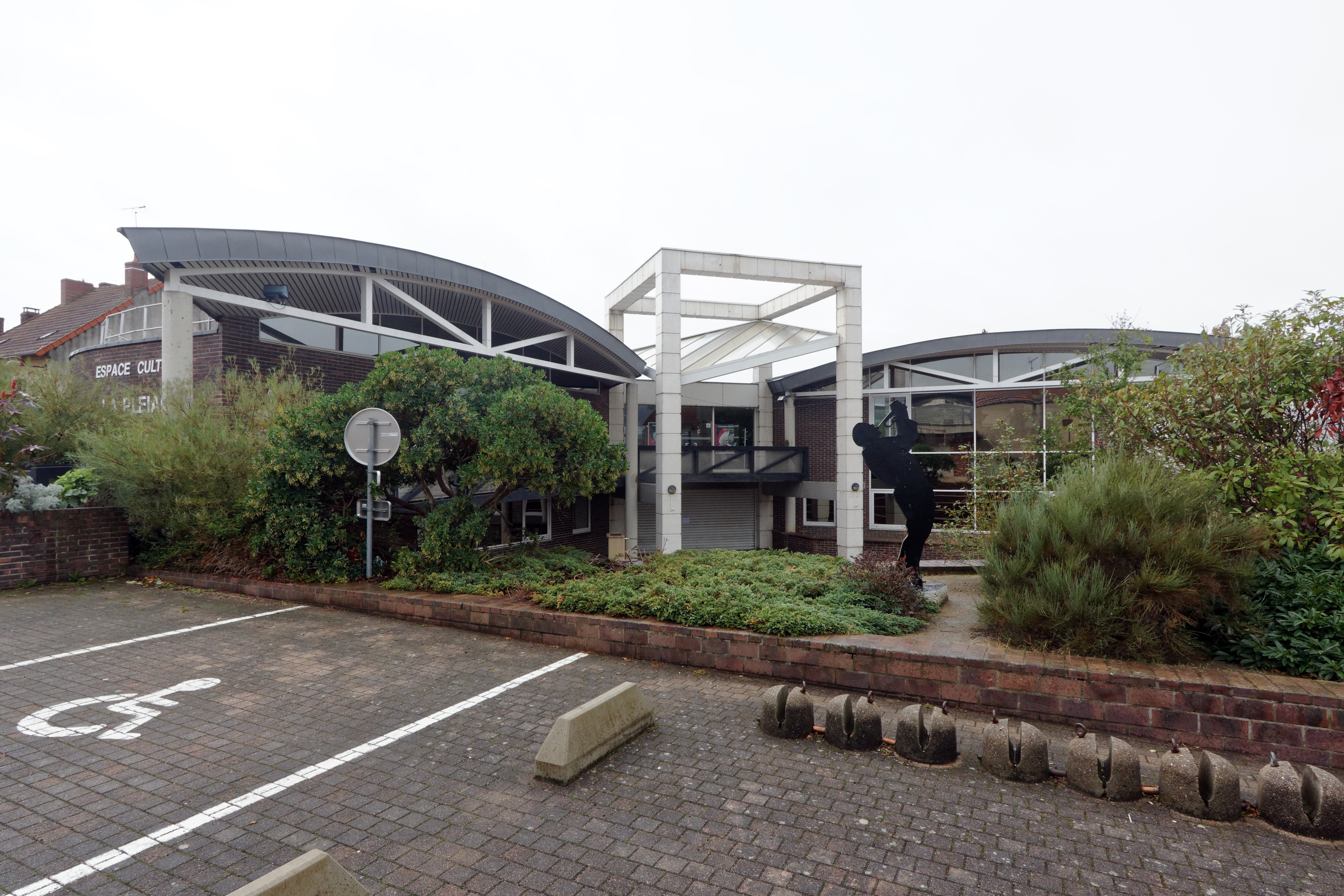
Espace culturel La Pléiade, Commentry, 1996

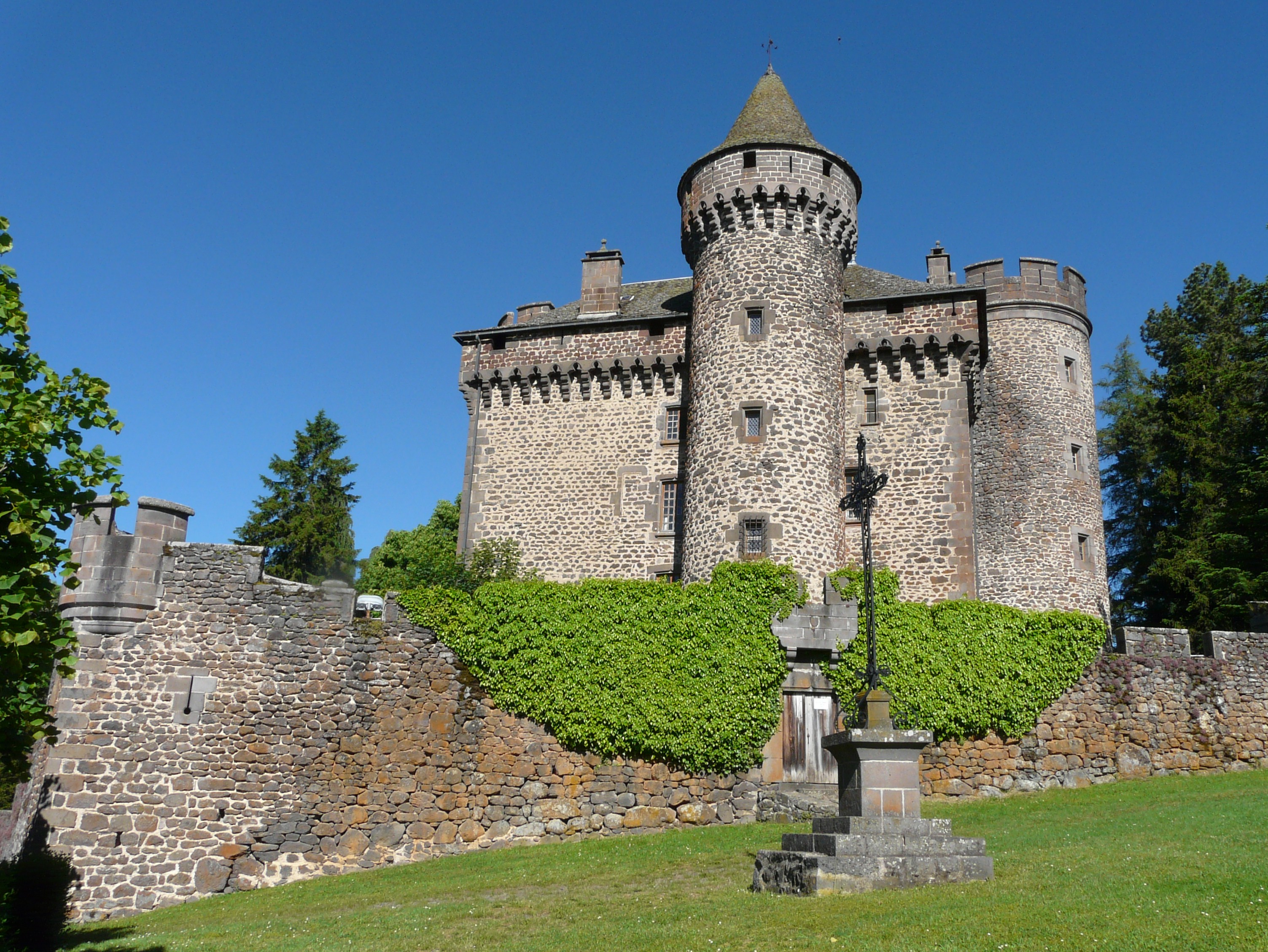
Château des Ternes, Les Ternes, 2006

- Philippe Charpentier - Huiles, pastels, gravures, Galerie Peinture fraîche, Paris, mars-avril 1981[15], 1983.
- Cité internationale des arts, Paris, 1981[2].
- Galerie Chapon, Bordeaux, 1981[16], 1983, 1984.
- Galerie Hugo Godderis, Furnes, 1982[15], 1984[16].
- Philippe Chapentier - Peintures et collages, Galerie Mück, Bienne, janvier-février 1984[16].
- Philippe Charpentier, Prix Templin 1984, Crédit agricole de Niort, avril 1985[2].
- Château de Trévarez, Saint-Goazec, 1985.
- Galerie Jacqueline Moussion, Nantes, octobre 1985[17] ; Carnac et Nantes, juillet-août 1986[2].
- Philippe Charpentier - Peinture, Galerie Pierre Lescot, Paris, octobre 1985[16],[17],[18].
- Centre d'action culturelle de La Borne, 1985.
- Galerie Jacqueline Lapeurade, Orléans, mars 1986[19].
- Galerie Saluces, Avignon, juillet-août 1986[16].
- Galerie Pictor, Göteborg, septembre-octobre 1986[16].
- Maison des Arts, Créteil, 1986.
- Galerie Jaquester, Paris, décembre 1986 - janvier 1987[16],[20],[21], octobre-novembre 1988, septembre-novembre 1994.
- Galerie Motte, Genève, 1987[16].
- Philippe Charpentier - Peintures, Centre Athanor, Montluçon, décembre 1987[16].
- Galerie Gastaud, Clermont-Ferrand, octobre-novembre 1987[16], décembre 1991[22].
- Philippe Charpentier - Œuvres récentes, parc Giron, Saint-Étienne, décembre 1987[23].
- Centre culturel du Blanc-Mesnil, juin-juillet 1988[16].
- Lieu d'art et action contemporaine de Dunkerque, novembre 1988 - janvier 1989[2].
- Galerie La Cour 21, Nantes, 1989.
- Galerie Jacqueline Storme, Lille, avril-mai 1990 (Philippe Charpentier - Peintures sédimentales), novembre-décembre 1992[24].
- Philippe Charpentier à Billom, église Saint-Loup, Billom, mai 1990.
- Centre d'art contemporain, Rouen, juin 1990[2].
- Galerie Schoeneck, Riehen, mai-juin 1990, 1991, avril-mai 1993.
- Old Cataract, Assouan, 1990[2].
- Galerie Agora, Marseille, avril-mai 1991[25] ; Saint-Rémy-de-Provence, 1991, Marseille, 1992.
- Galerie Henry, Pau, septembre-octobre 1991.
- Galerie Gastaud, Clermont-Ferrand, octobre-décembre 1991[26], mai-juin 1994,  septembre-octobre 1997, mai-juin 2002.
- Philippe Charpentier - Grandes toiles récentes, Galerie Fanny Guillon-Laffaille, Paris, novembre-décembre 1991[27],[22].
- Église Saint-Vincent de Saint-Flour, 1992.
- Philippe Charpentier - Peintures, Maison des associations, Sancerre, avril 1992[28].
- Galerie Patrick Gaultier, Quimper, février-mars 1993, 1996.
- Pyramide Pernod, Créteil, avril 1993.
- Galerie XIII, Arles, avril-mai 1993.
- Galerie A80, Bordeaux, mai-juin 1993.
- Galerie Capazza, Nançay, juillet-septembre 1993[29],, 1995.
- Foire internationale d'art contemporain (exposition personnelle sur le stand Galerie Jaquester, Paris), Grand Palais, Paris, octobre 1993.
- La peinture vitaminée de Philippe Charpentier, Agence Créhalet Foliot Poussielgues, Paris, octobre 1993.
- Galerie Françoise Moulin, Lyon, novembre 1993, 1996.
- Galerie Hermann Bréard, Rouen, mars-avril 1994.
- Galerie Area, Paris, mai-juin 1995 (Œuvres réalisées pour le tirage de tête de la monographie de Philippe Charpentier par Alin Avila)[2], décembre 1995 - janvier 1996 (Philippe Charpentier - Enfer)[15].
- Domaine de Viaud, Lalande de Pomerol, juin 1995.
- Galerie Synthèse, Bruxelles, juin-juillet 1995, mars-avril 2014[30], juin 2015[31].
- Philippe Charpentier, Espace Van-Gogh (Œuvres sur papier) et chapelle du Méjean (Grands formats), Arles, septembre-octobre 1995[32].
- Centre culturel de la Visitation, Périgueux, avril 1996[33].
- Galerie Schoeneck, Bâle, mai-juin 1996.
- Philippe Charpentier - Peintures récentes, Galerie GOT, Paris, octobre-novembre 1996.
- Espace culturel La Pléiade, Commentry, novembre 1996.
- Centre Athanor, espace Alpha et Galerie Écritures, Montluçon, janvier 1997[34].
- Galerie Françoise Moulin, Lyon, avril 1997[35].
- Galerie Arnoux, Paris, 1997[15].
- Galerie Frédéric Storme, Lille, 1997 (Philippe Charpentier - Double image), mai-juin 2009[36].
- Philippe Charpentier - Peintures, Galerie Dominique Tricaud, Paris, décembre 1997 - janvier 1998.
- Philippe Charpentier - Peintures récentes, Le Rocher, Latresne, octobre 2000 - janvier 2001.
- L'Embarcadère, Montceau-les-Mines, 2003.
- Château des Ternes, Les Ternes, juillet-août 2006.
- Galerie Capazza, Nançay, 2007, mai-juillet 2015[31], mai-juillet 2016[37], juillet-septembre 2023[38].
- Galerie 14, Toucy, septembre-novembre 2008.
- Philippe Charpentier - Un jardin de couleurs, Institut français de Marrakech, mars 2009.
- Galerie L'Espace, Veules-les-Roses, juin 2010.
- Charpentier au Maroc - Peintures et dessins, 2009, Galerie Kandisha, Paris, mars-mai 2012[5].
- Galerie De Dietrich, Paris, septembre-octobre 2012.
- Galerie Écritures, Montluçon, mars-juin 2016[39], juin-août 2022 (La guerre - Fusains et peintures)[40].
- Prieuré Saint-Vincent, Chartres, octobre-décembre 2016[41].
- Galerie 14, Toucy, mai-août 2017[42].
- Galerie CriDART, Metz, mars-avril 2022[43].
- Philippe Charpentier - « iodisation », Musée de l'Ocre, Saint-Georges-sur-la-Prée, mai-juin 2022[44].
- Espace Jacques-Prévert, Mers-les-Bains, mars-avril 2024[7],[45].

### Expositions collectives

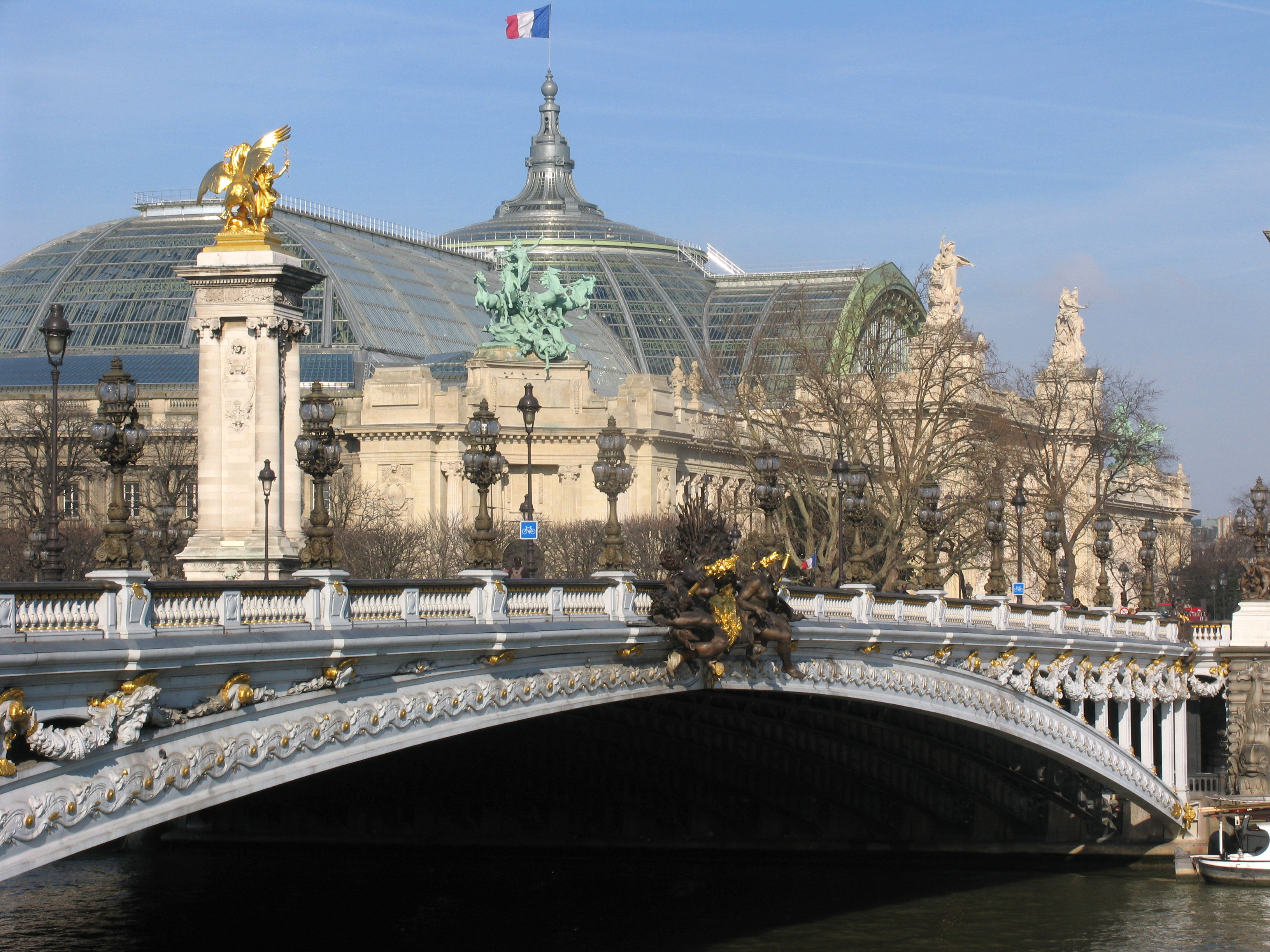
Grand Palais, Paris, 1982, 1983, 1984, 1988, 1991, 1992, 1993

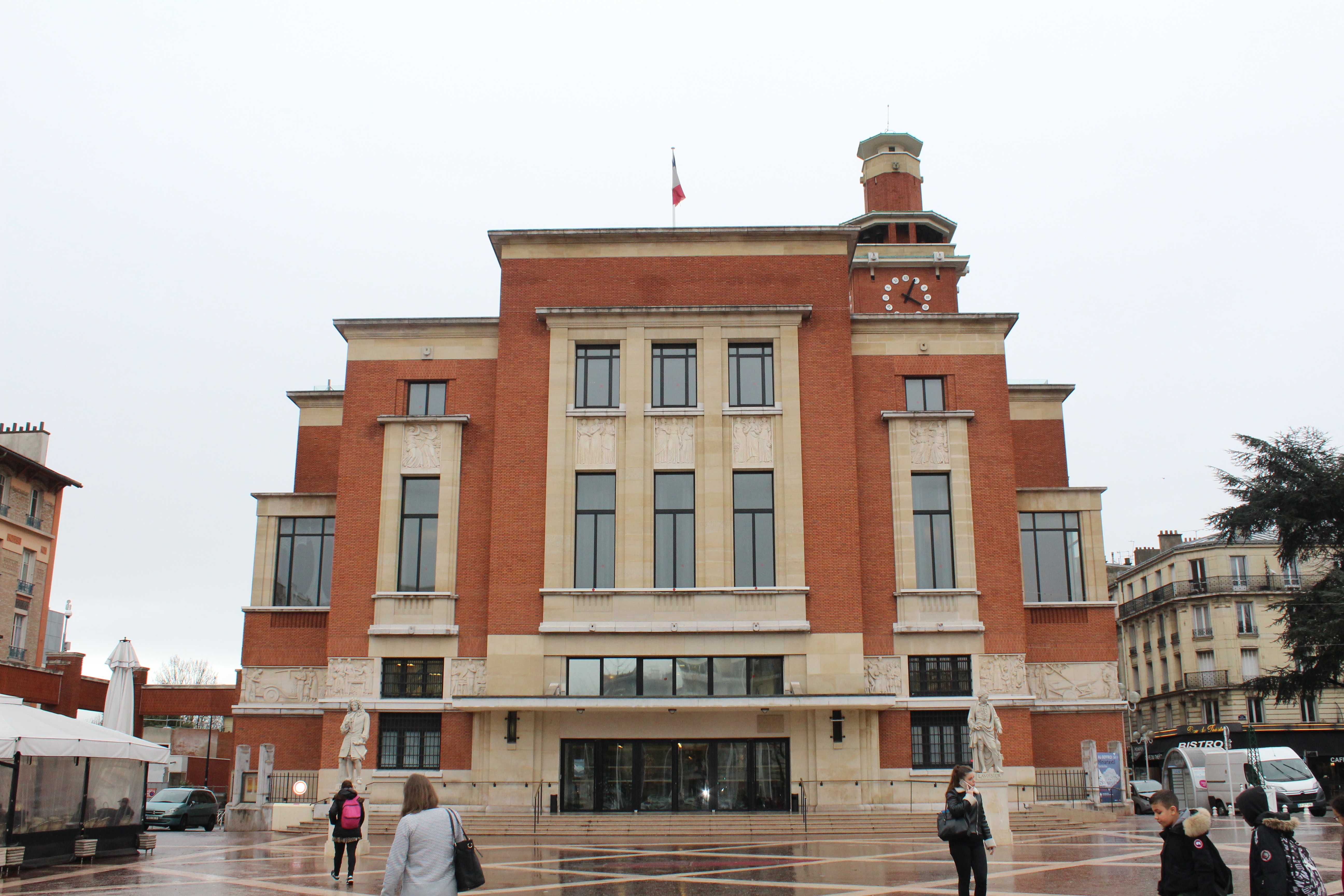
Beffroi de Montrouge, 1983, 1985

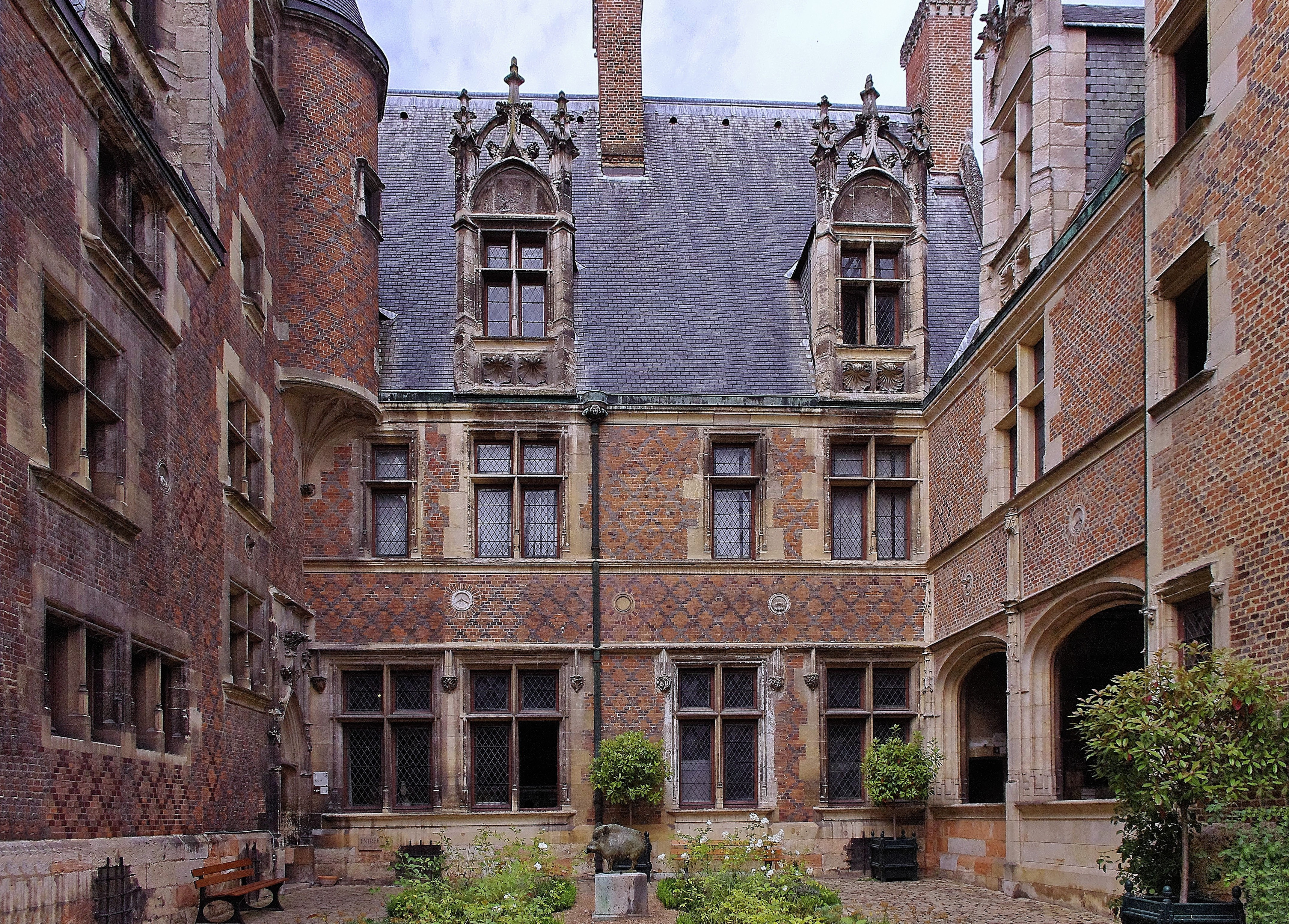
Musée du Berry (hôtel Cujas), Bourges, 1984-1985

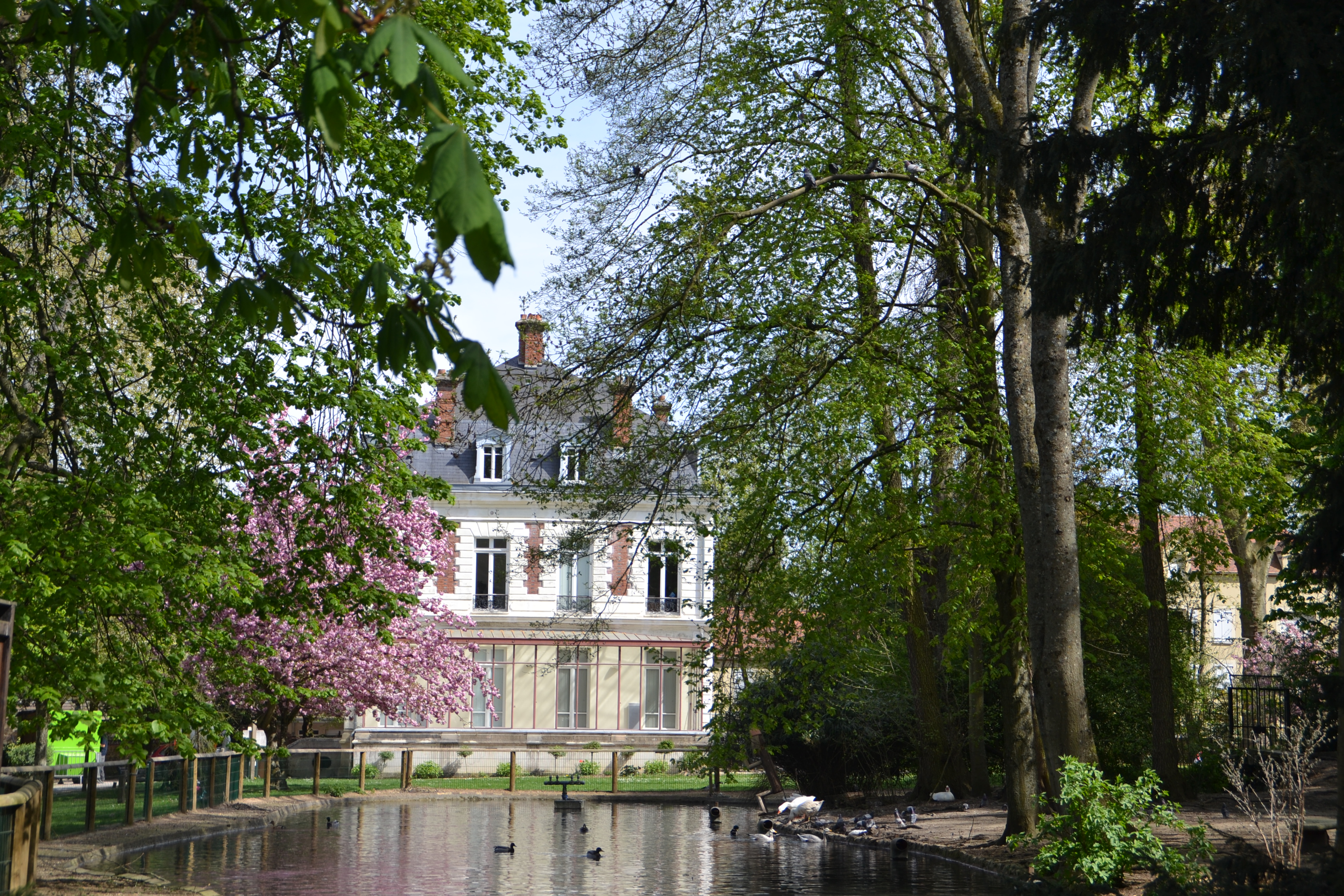
Château Soubiran, Dammarie-les-Lys, 1986

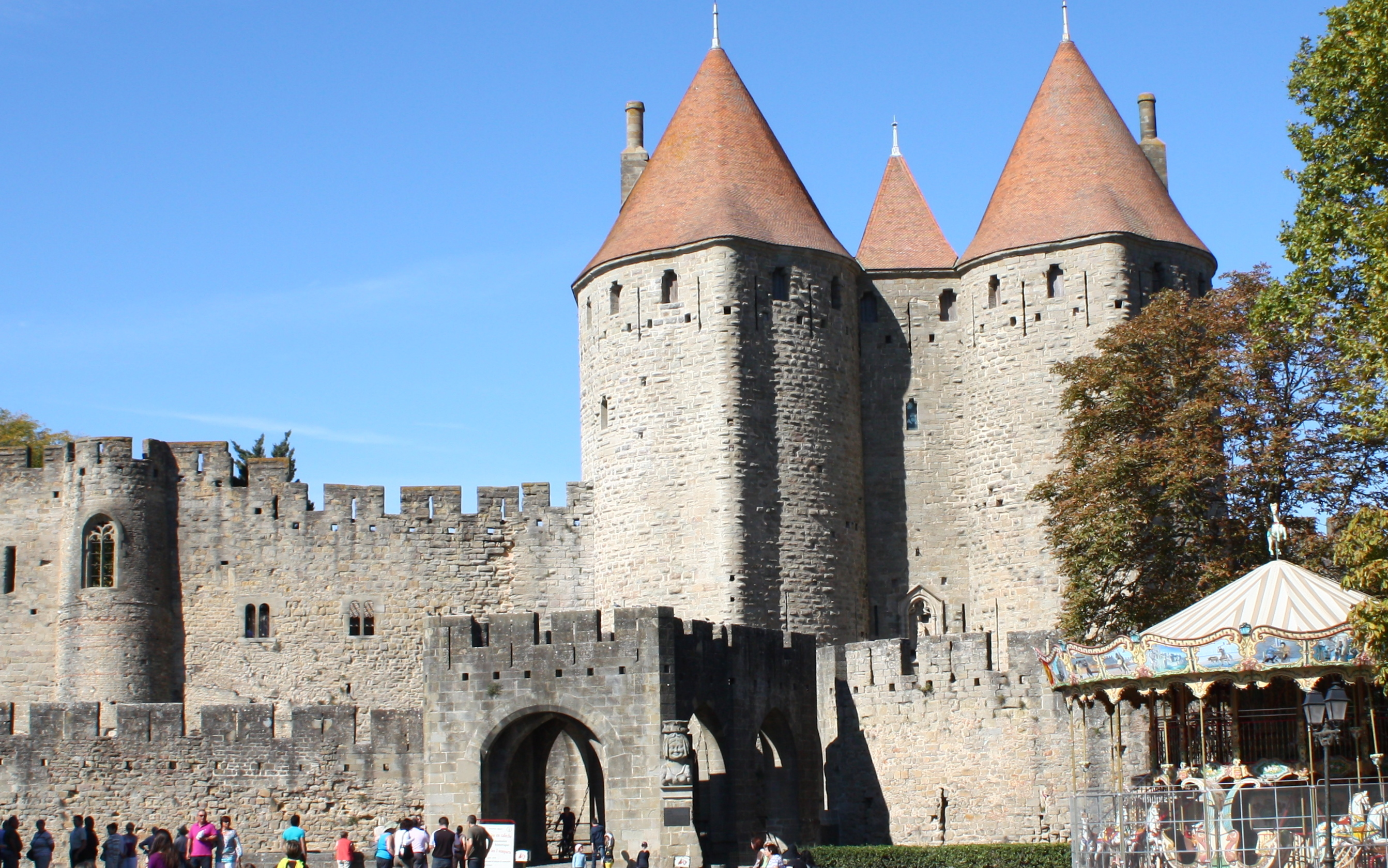
Tours narbonnaises, Carcassonne, 1988-1989

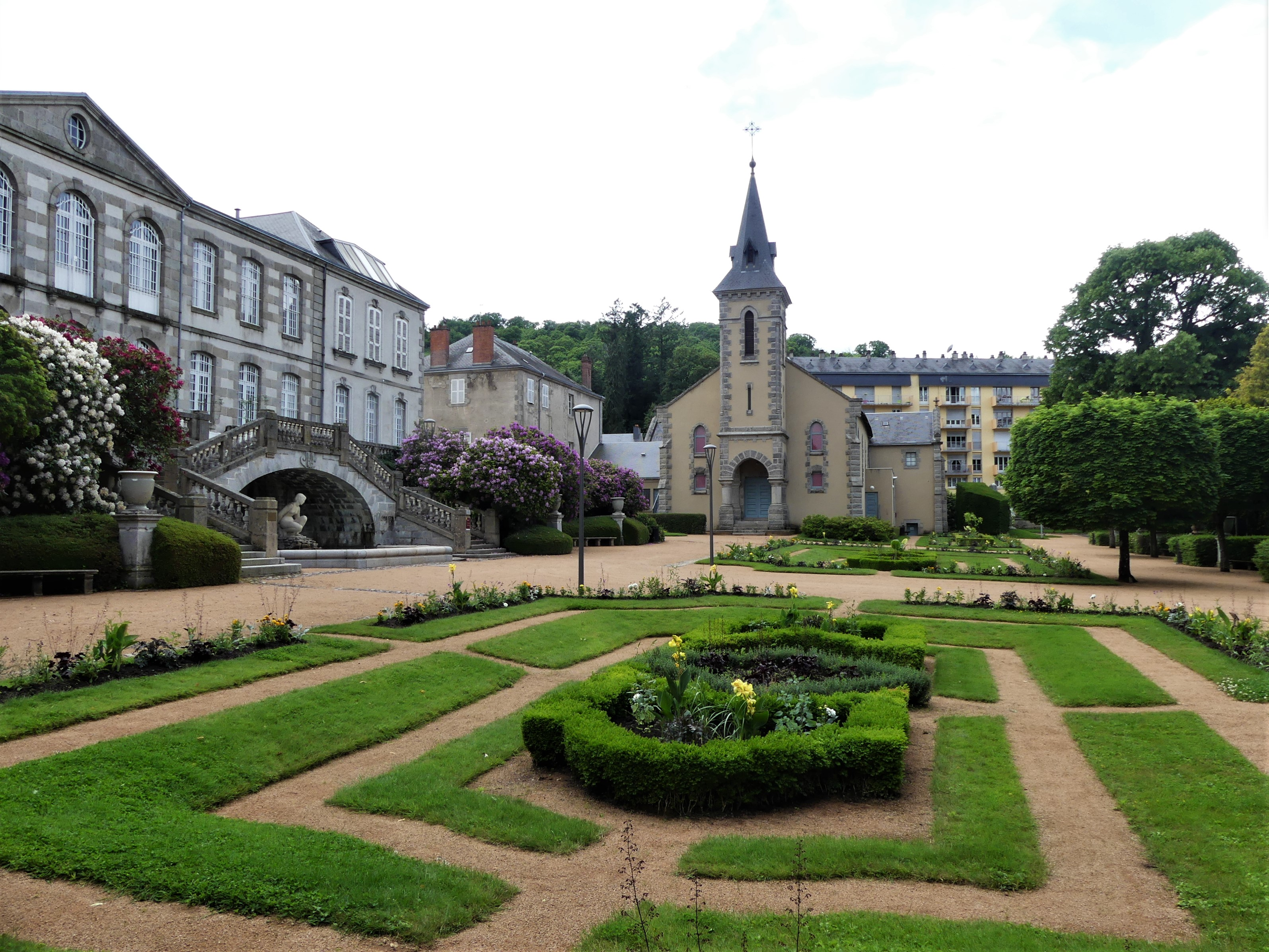
Chapelle du musée de la Sénatorerie, Guéret, 1990

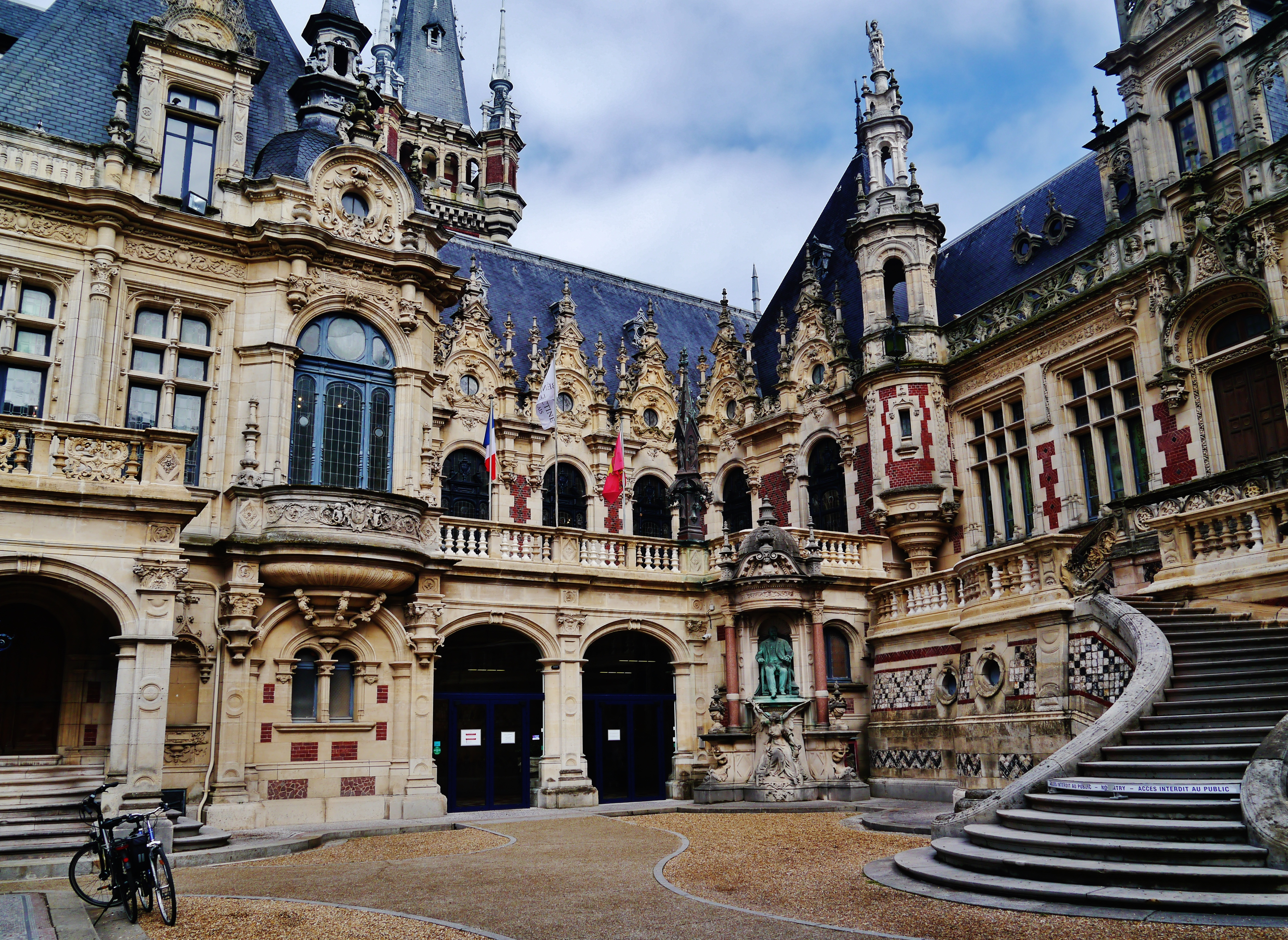
Palais Bénédictine, Fécamp, 1992

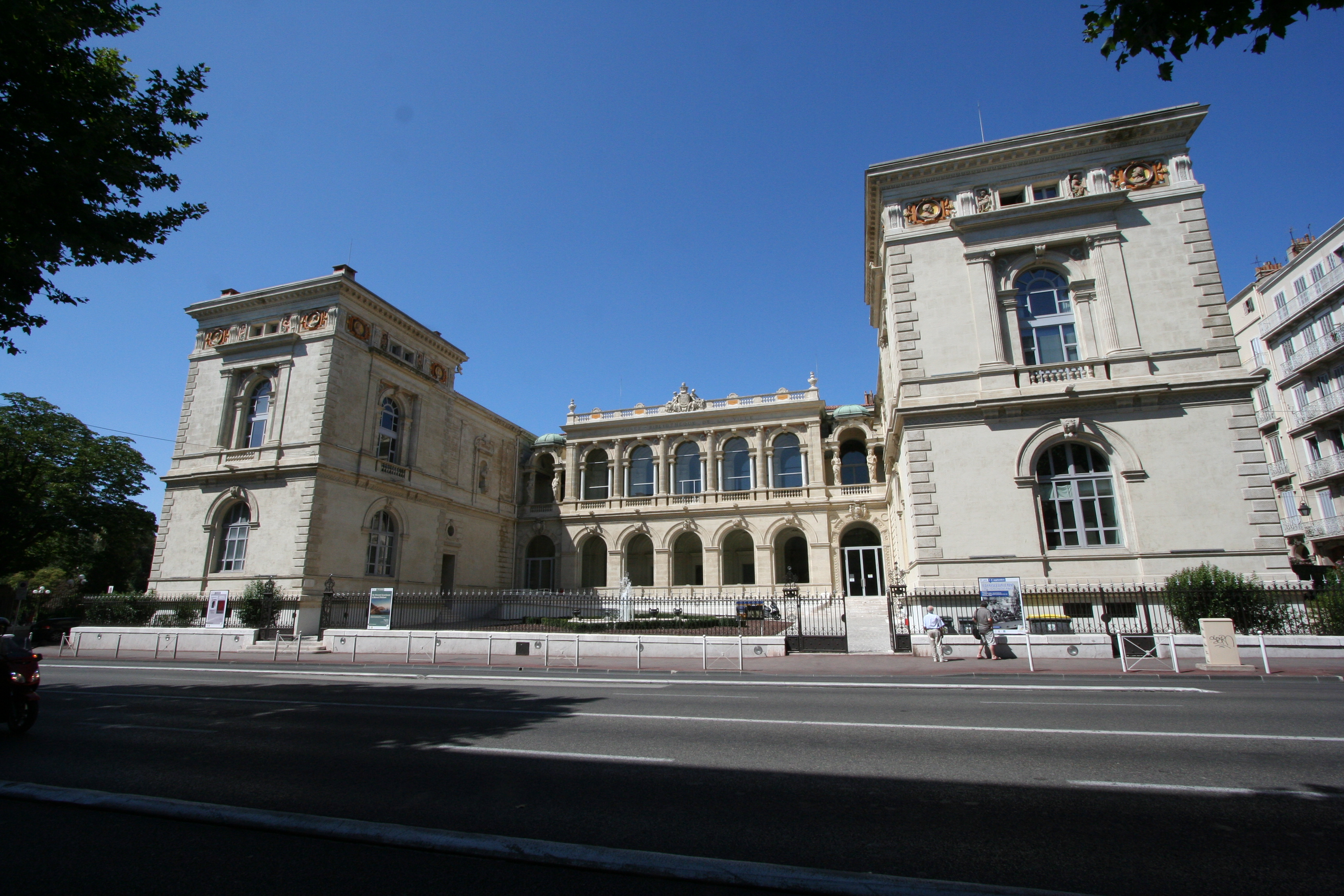
Musée d'Art de Toulon, 1993

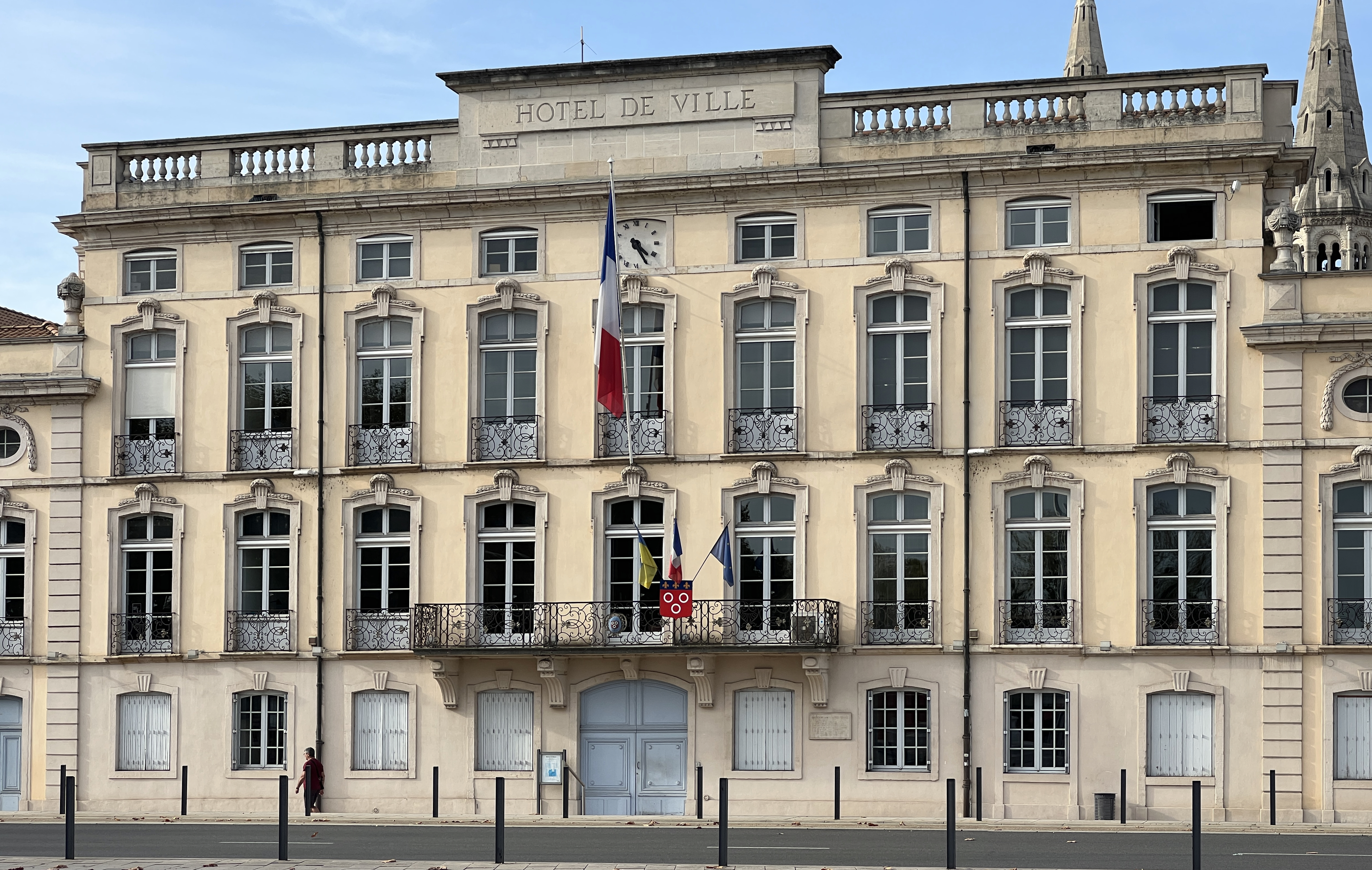
Hôtel de ville de Mâcon, 1994

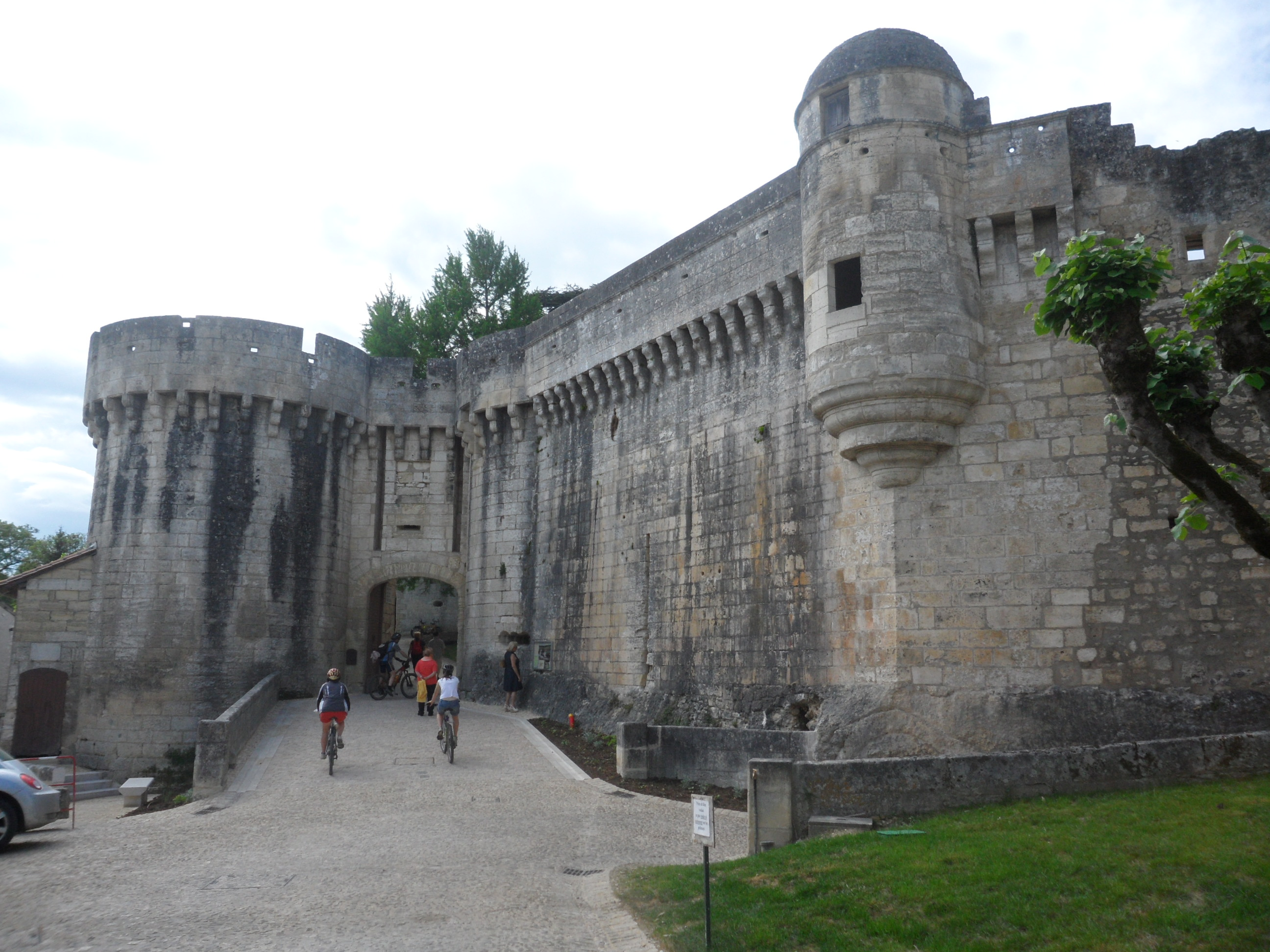
Château de Bourdeilles, 1995

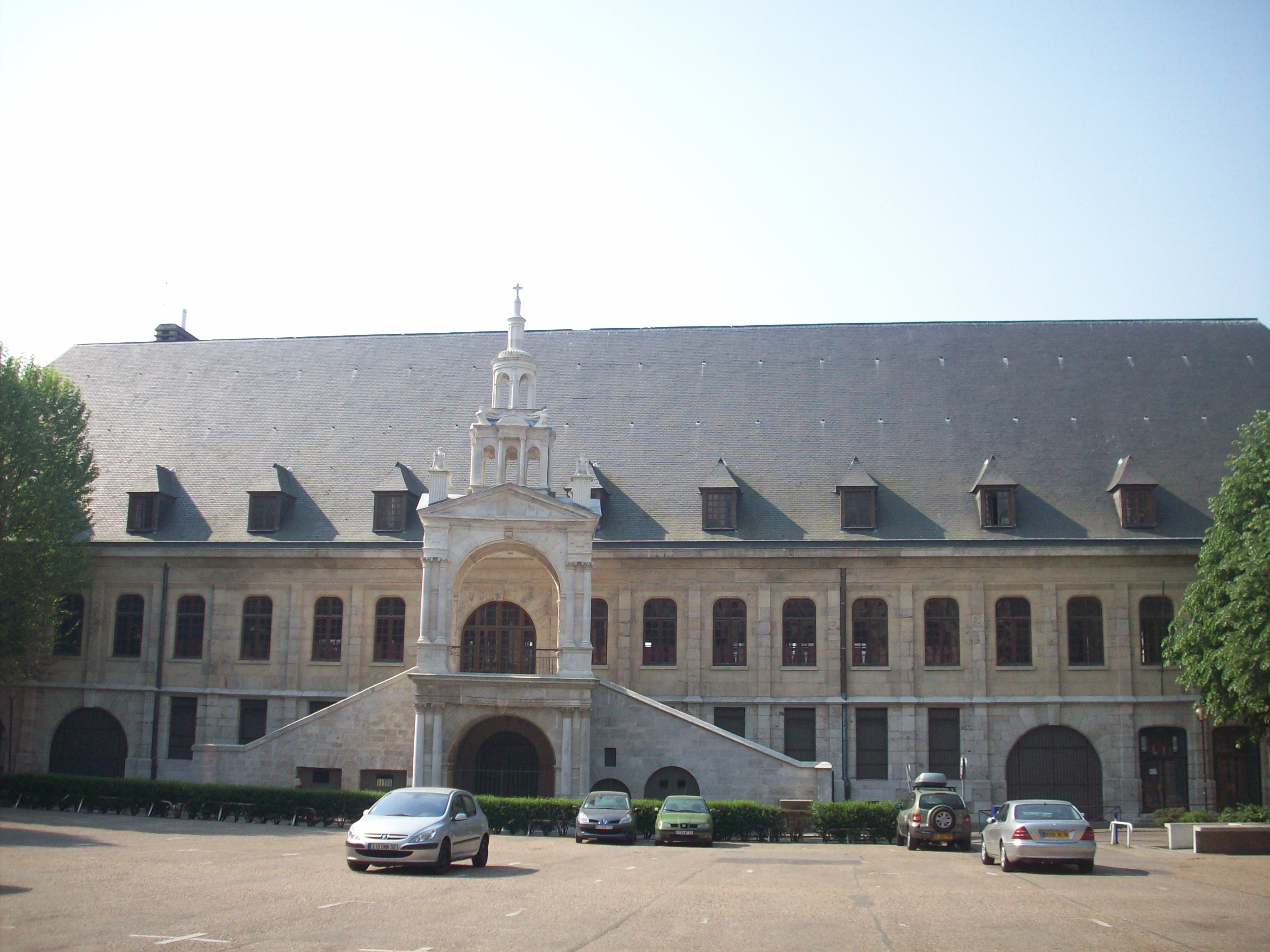
Halle aux Toiles, Rouen, 2016

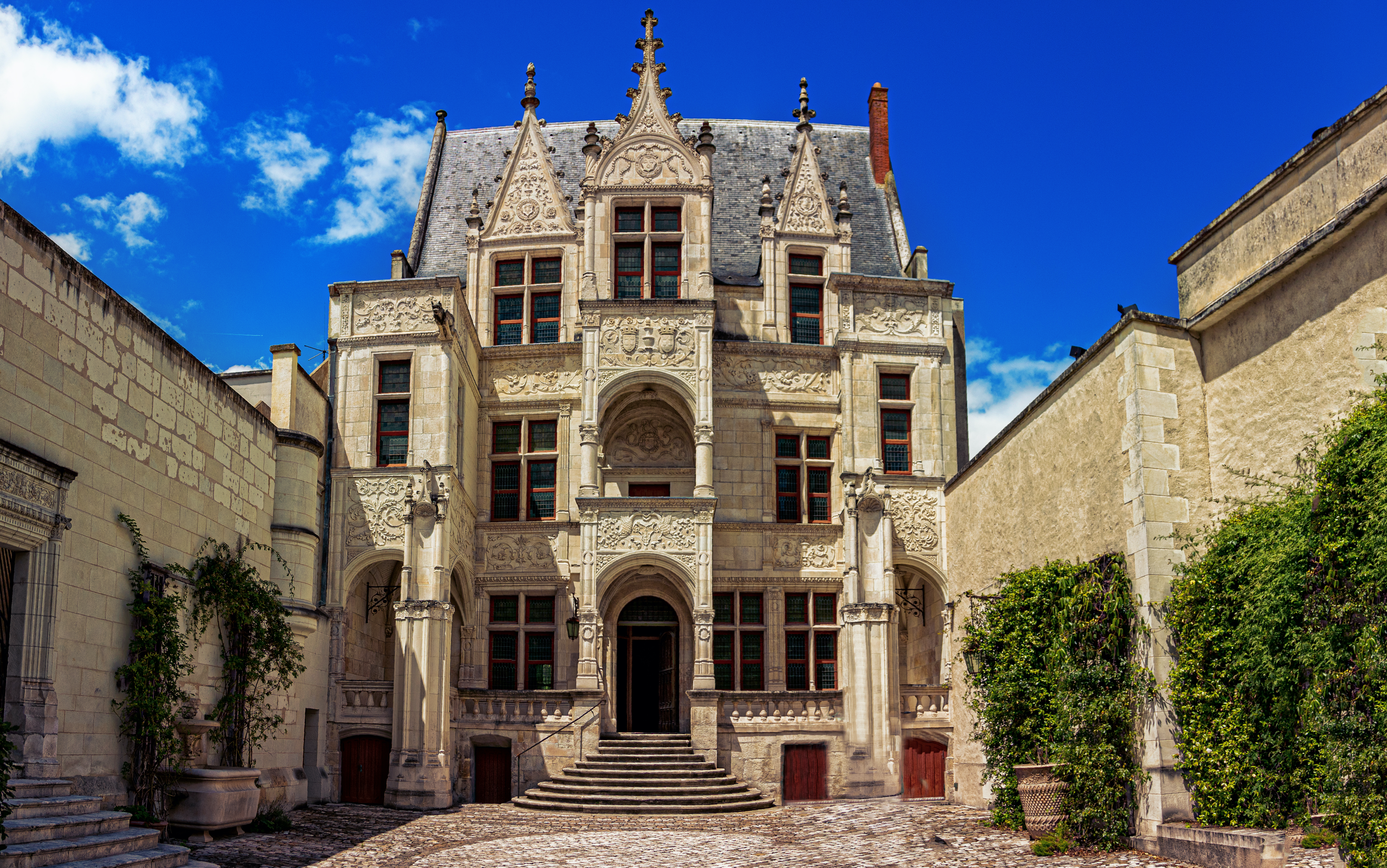
Hôtel Goüin, Tours, 2019

- Philippe Charpentier, Michel Hénocq, Henri Touitou, Galerie Le Relais, Paris, janvier-mars 1981.
- Mini Gravat International, Barcelone, 1981[15].
- Salon de la Jeune Peinture, Centre d'art du Louvre, Paris, avril-mai 1981 ; Grand Palais, Paris, 1982, 1983, 1984.
- Communication Art région, Maison des arts de Créteil, 1982.
- Centre culturel de Thionville, 1982.
- Salon Comparaisons, Grand Palais, Paris, juin 1982.
- Groupe Abstractions actuelles, Carpentras, 1982.
- Galerie de l'Esplanade, Paris La Défense, 1982.
- Salon de la Jeune Peinture : dessins, Forum des Cholettes, Sarcelles, 1982.
- Centre d'art contemporain de Jouy-sur-Eure, 1982, 1983, 1985.
- Travaux sur papier, Salon d'art contemporain de Villeparisis, 1982.
- Salon d'art contemporain de Choisy-le-Roi, 1982.
- Salon des réalités nouvelles, espace de Nesle, Paris, 1983 ; Grand Palais, Paris, 1984, 1985.
- Salon d'art contemporain de Montrouge, beffroi de Montrouge, 1983, 1985.
- Foire internationale de Bâle, 1983.
- Sculpture, peinture, Centre d'art et de recherche de l'abbaye d'Ouville, 1983.
- Festival d'art contemporain de l'hôtel de ville Gisors, 1983.
- Philippe Charpentier, Fisch, Gérard Wenandt, Maison des arts, Strasbourg, 1983.
- Arts en liberté, Le Vaudreuil, 1983.
- Groupe 109, Grand Palais, 1983 : espace Eiffel-Branly, Paris, 1995.
- Art 14'83, Galerie Pasnis-Paris, Bâle, 1983.
- Centre d'art contemporain de Rouen, 1983.
- Galerie Zoé Cutzarida, Paris, 1983.
- Galerie Jacog, Paris, 1983.
- Philippe Charpentier, Michel Haas, Ervin Neuhaus, Galerie Saluden, Brest, 1984.
- Atelier des Maîtres, Paris, 1984.
- Journées Jeunes créateurs - Paris bouge, New York est jalouse, espace Kiron, Paris, 1984.
- Histoires de peintures - Jean Bazaine, Thierry-Loïc Boussard, Philippe Charpentier, Robert Christen, Joël Frémiot, Xavier Grau (es), Jean-Paul Huftier, Christian Perrier, Ian Voss, Musée du Berry (hôtel Cujas), Bourges, décembre 1984 - janvier 1985.
- Quelques-uns, Crédit agricole du Cher, Bourges, 1985.
- 32,5 de moyenne, Maison des Arts de Créteil, 1985[46].
- Arts en liberté, Le Vaudreuil, 1985.
- Foire de Stockholm, 1985 (stand Galerie Alain Gutharo, Paris), 1987 (stand Galerie Pictor, Göteborg, 1990 (stand Galerie Gastaud, Clermont-Ferrand)[2].
- Bastille 89, Galerie Artom, Paris, 1985.
- Mac 2000, La Bastille, Paris, février-mars 1985 ; Grand Palais, Paris, décembre 1986.
- Salon d'art contemporain, château Soubiran, Dammarie-les-Lys, 1986.
- Aspects de la jeune peinture abstraite, Maison des jeunes et de la culture Les Hauts de Belleville, Paris, 1986.
- À cor et à cri - Lydie Arickx, Philippe Charpentier, Christo, Pierre Dessons, Abraham Hadad, Antonio Seguí, Vladimir Veličković…, château de Trévarez, Saint-Goazec, juillet-septembre 1986.
- Philippe Charpentier, Piotr Klemensiewicz, Pierre et Gilles, Serge Plagnol…, Galerie Saluces, Avignon, 1986.
- Choc peinture-chic - sculpture, Galerie Triade, Barbizon, 1987.
- Art Jonction, Nice (stans Galerie Jaquester), 1987, 1988[16].
- Foire d'art contemporain (stand Galerie Gastaud, Clermont-Ferrand, espace Baudelaire, Rillieux-la-Pape, 1987[2].
- Vues sur toiles privées, Galerie Gastaud, Clermont-Ferrand, 1988[2].
- Rencontres 88 - Tony Soulié, Bernard Turiot, Philippe Charpentier, Jean-Louis Kolb, Paul Pagk, Carré des arts, Parc floral de Paris, mai-juin 1988.
- Philippe Charpentier, Jean-Pierre Le Boul'ch, Maison de la culture de Nevers, 1988.
- L'art pour la vie, Institut Curie, Paris, 1988.
- La passion de Dunkerque, Lieu d'art et action contemporaine de Dunkerque, 1988.
- Foire internationale d'art contemporain (stand Galerie Jaquester), Grand Palais, Paris, octobre 1988[3],[47], octobre 1993.
- Philippe Charpentier (travaux récents) - Denis Laget, tours narbonnaises, Carcassonne, décembre 1988 - janvier 1989.
- Le voyage des immortels, espace Bulloz, Paris, 1989.
- Mail Art - Ah ! ça ira !, Centre d'exposition de La Borne, Poste centrale de Bourges, Centre culturel des P.T.T. de La Source, Orléans, 1989[2].
- Capitol Hill Gallery of Worldwide, Washington, 1990.
- Saisies du réel… ou l'art du leurre, Centre culturel de la chapelle de la Sénatorerie, Guéret, 1990.
- Édition 1/90, Galerie Schoeneck, Bâle, 1990.
- Inauguration du nouvel espace de la Galerie Agora, Saint-Rémy-de-Provence, 1990.
- Galerie Écritures, Montluçon, 1990 (Philippe Charpentier, Jacques Lagrange, Jean Messagier, Vladimir Veličković, Constantin Xenakis), 1991 (Philippe Charpentier, Pierre Lafoucrière, Bella Legal, Leng Hong, Françoise Naudet)[2], 1995.
- Autour du jazz - Philippe Charpentier, Jean-Paul Huftier, 25e Festival du Marais, espace C.F.P., Paris, 1991.
- Expressions jazz, Galerie du musée, Trouville-sur-Mer, 1991.
- Le souffle de l'art, Fondation Dosne-Thiers, Paris, 1991.
- Carte blanche à la Galerie Jaquester, Galerie Didier Feltweis, Spa, 1991.
- Galerie Pierre Lescot, Paris, 1991 (Quinze ans), 1992 (Après seize ans d'activité, devons-nous en rester là ?).
- Festival de jazz de Paris, Grande halle de La Villette, Paris, 1991.
- Philippe Charpentier - Rolf Ziegler, Galerie 89, Aarwangen, octobre-novembre 1991.
- Mark Asterlind, Pierre Balas, Philippe Charpentier, Masahiro Kanno, Tim Smith, Galerie Schoeneck, Riehen, 1992.
- État d'urgence - crise, Galerie Bercovy-Fugier, Paris, 1992.
- Soixante collages, École des Beaux-Arts de Besançon, 1992.
- Hors cache, Palais Bénédictine, Fécamp, 1992.
- La Passion de Dunkerque, 5e Biennale d'art sacré, San Gabriele (Italie), 1992.
- Salon Grands et jeunes d'aujourd'hui, Grand Palais, Paris, 1992, 1993 ; espace Eiffel-Branly, Paris, 1994, 1995.
- Alin Avila et les éditions Area, Centre d'arts contemporains, galerie d'arts graphiques, Orléans, 1993.
- L'éloge de la peinture, Musée d'Art de Toulon, 1993.
- Galerie Synthèse, Bruxelles, 1994, 1996.
- Pas de deux, hôtel de ville de Mâcon, 1994.
- Philippe Charpentier - Bernard Thimonnier, église du Chapitre, Châtellerault, 1994.
- Le Grenier des artistes, Paris, 1994, 1995.
- Mondial de l'automobile, Opel France, Paris, 1994.
- S.I.A.C. (Galeries Gastaud, Caillard, Christine Colas et La Pochade), Strasbourg, 1995.
- Salon de mars, Galerie La Pochade, Paris, mars 1995.
- Galerie Cocotier, Saint-Étienne, 1995.
- Oser l'Eros, Galerie XIII et chapelle du Méjean, Arles, 1995.
- Galerie Christine Colas, Paris, 1995.
- 109 peintres et sculpteurs, château de Bourdeilles, 1995.
- Salon de l'automobile (stand Opel), Barcelone, Genève, 1995.
- Carte blanche à Pierre-Gilles Persin, Galerie Thorigny, Paris, 1995.
- Éventails d'artistes contemporains, espace Riquet, Béziers, juillet-septembre 1995.
- Six peintres français - Philippe Charpentier, Jean Gaudaire-Thor, Jean-Louis Kolb, Franck Moëglen, Tony Soulié, Dominique Thiolat, Umrtnodtna Galerija, Maribor, et Mestna Galerija, Ljubljana, novembre-décembre 1995.
- La Galerie Capazza au Théâtre du Rond-Point, théâtre du Rond-point des Champs-Élysées, Paris, 1996.
- Centre culturel du Colombier, Rennes, 1996.
- Centre Quartz, Brest, 1996.
- Université Laval, Québec, 1996.
- Plasticiens du jazz - Nora Salomon, Joséphine Pannard, Philippe Charpentier, Sacha Chimkevitch, Antonio Marques, galerie du Centre d'animation Cordier, Le Mée-sur-Seine, mars-avril 1996.
- Galerie Patrick Gaultier, Quimper, 1996.
- Peintures et sculptures - Jean-Yves Bocher, Philippe Charpentier, Hans Meyer Petersen, Galerie Uta Goppelsröder, Bretten (Haut-Rhin), novembre 1996.
- Philippe Charpentier - Svein Hjorth-Jensen, Centre céramique La Borne, Henrichemont, avril-mai 1997.
- Salon d'art contemporain de Saint-Nicolas-d'Aliermont, espace des 4 vents, Saint-Nicolas-d'Aliermont, mai 2011, mai 2012[48].
- 78e Salon des artistes indépendants normands, Philippe Charpentier invité d'honneur, Halle aux Toiles, Rouen, février 2016.
- Re-naissance(s) - Carte blanche à la Galerie Capazza, hôtel Goüin (Conseil départemental d'Indre-et-Loire), Tours, mai-août 2019[49],[50].
- Art Élysées 2019 (stand Galerie Capazza), Paris, octobre 2019.
- Coexister - Soixante-dix artistes, cinq continents, Galerie Capazza, Nançay, avril-juin 2022.
- Les tondos des Chaumes - Vingt tondos par vingt artistes contemporains, château Les Chaumes, Fours (Gironde), juin-août 2022[51].

## Réception critique
- « Philippe Charpentier invente une écriture, une gestualité, aux confluences d'une animalité évidente et de l'obsessive recherche d'une stabilité plastique. Son risque est là, sans masque, sa vie aussi. Homme torturé d'être lucide, il ajoute à la confusion des tensions et des ruptures qu'il génère la parfaite "gestion" de ses couleurs. Elles sont l'essence de son œuvre. Il joue de tous les moyens capables d'accentuer la trame, la dramaturgie, de sa recherche. Le champ d'investigations de l'artiste n'a d'autres limites que celles fixées par ses propres énigmes. La voie suivie est solitaire. Son authenticité garantie. » - Michel Faucher[52]

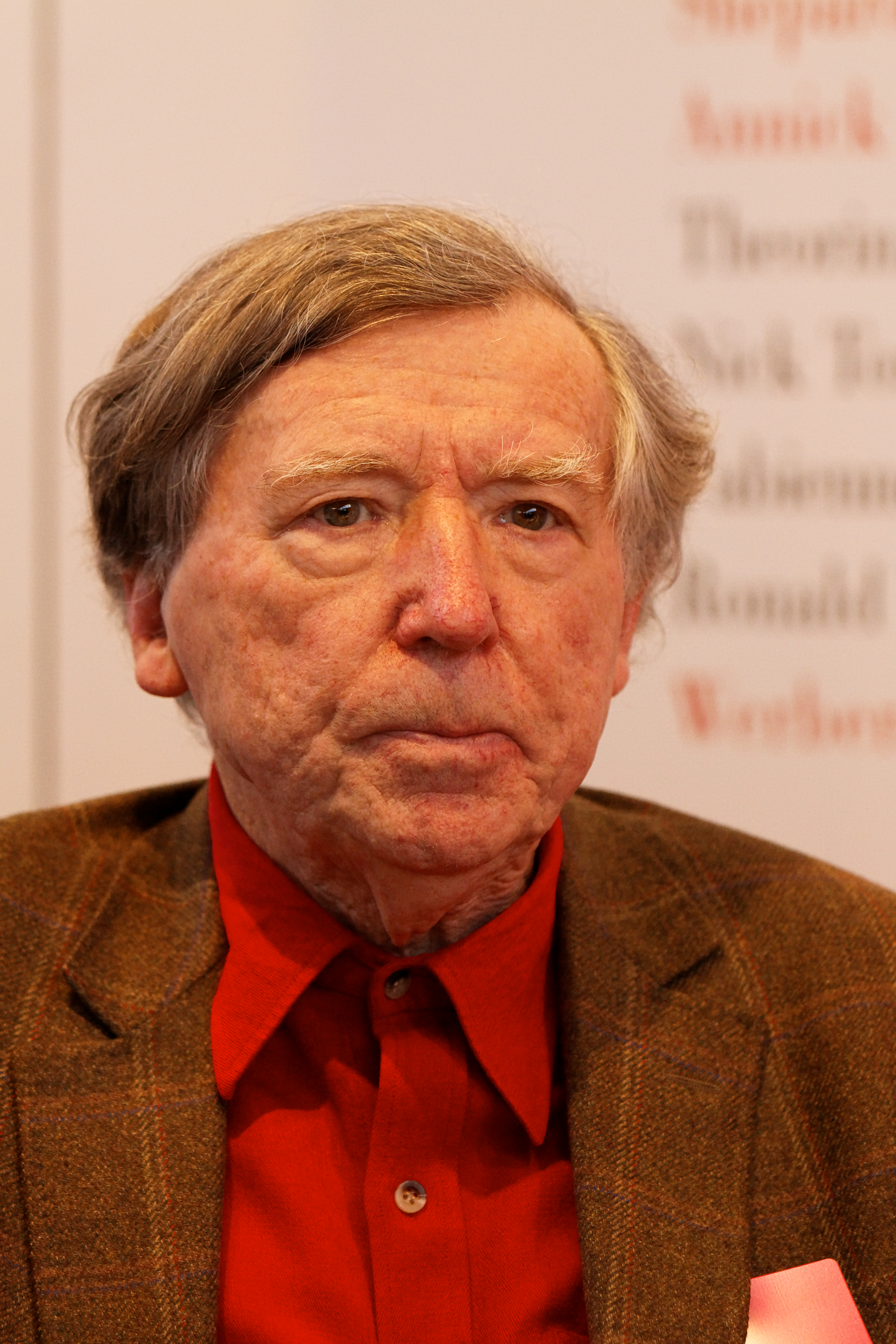
Michel Ragon

- « Technique mixte, peinture, collage, confrontation des formes avec une graphie vive, aiguë, libre mouvement rythmique du geste et de l'inspiration. » - Michel Ragon et Marcelin Pleynet[4]
- « Partant d'un thème - il peut parfois s'agir d'éléments réels tels le polaroid d'un coin de nature, d'une poubelle, ou d'un tableau de Paolo Ucello par exemple - Philippe Charpentier improvise pour ensuite revenir au thème original. La composition, le rythme, le choix des couleurs, des outils ou des papiers qui s'incrustent dans la peinture s'agencent de concert, d'une manière impulsive et intuitive. Travaillant plusieurs toiles conjointement, l'artiste les oppose, détruit les analogies qu'il repère, circule de l'une à l'autre, reproduisant en quelque sorte la polyphonie d'un orchestre où chaque instrument joue sa propre partition. Il utilise de plus en plus le hasard de la projection, de la couleur appliquée directement avec le tube, la bombe ou les doigts. Passé l'effervescence et l'excitation de cette phase où les émotions jaillissent dans tous les sens, Philippe Charpentier rééquilibre l'ensemble, le réajuste, usant alors de ses outils comme des garde-fous… Pour reprendre la métaphore de la musique, les étapes successives d'une partition sont ici concentrées dans un espace-temps qui est celui de la simultanéité et non pas du déroulement. Les variations de rythme, de luminosité, de texture et d'intensité gestuelle, juxtaposées, superposées sur une surface unique, produisent cette sensation de foisonnement, de dissonance, de débordement, de "bordel organisé" ; un mélange d'eau et de feu, de tendresse et d'agressivité qui caractérise la personnalité de Philippe Charpentier. » - Françoise Bataillon[16]

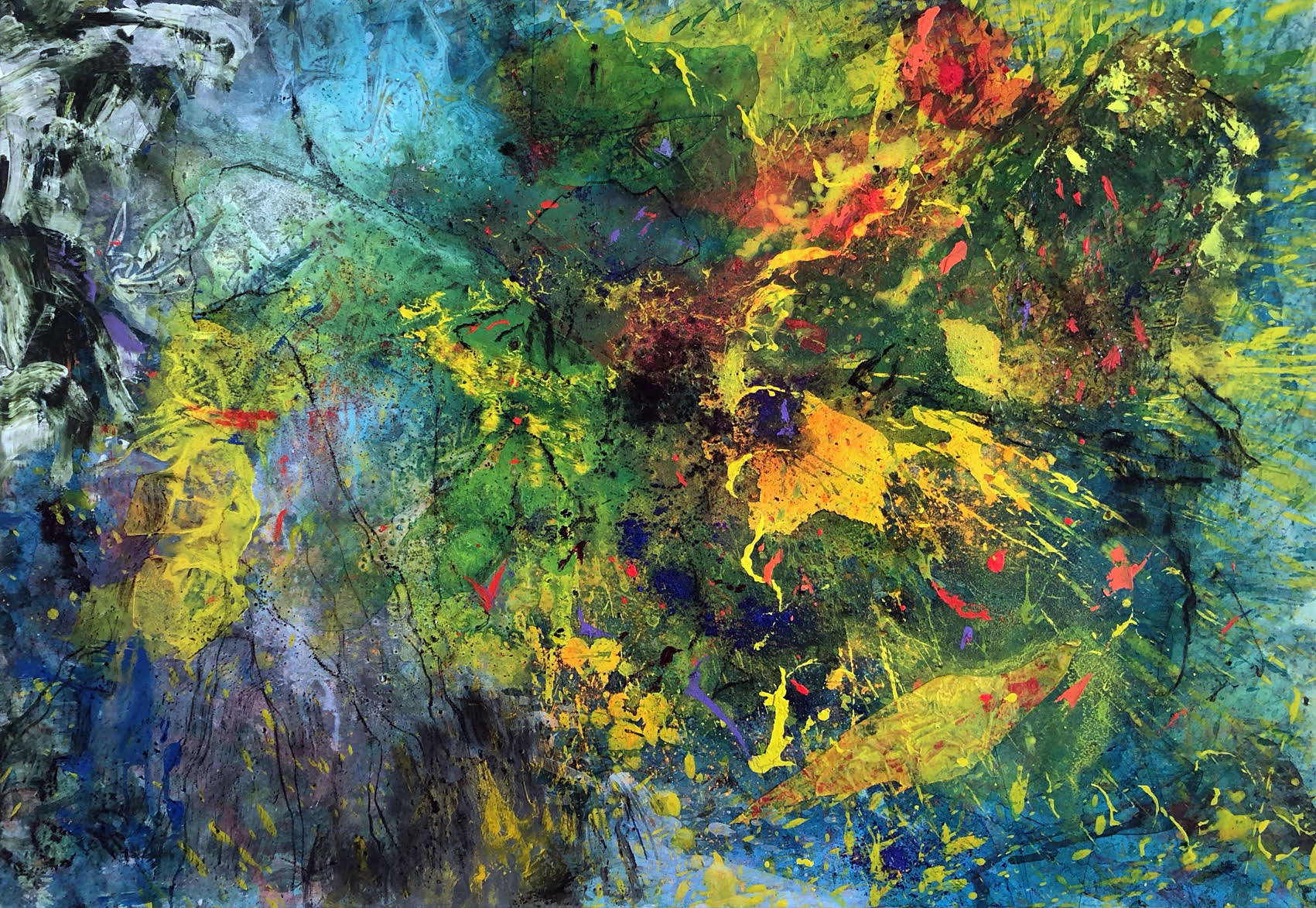
Quasar, huile sur toile 97x130cm, 2011

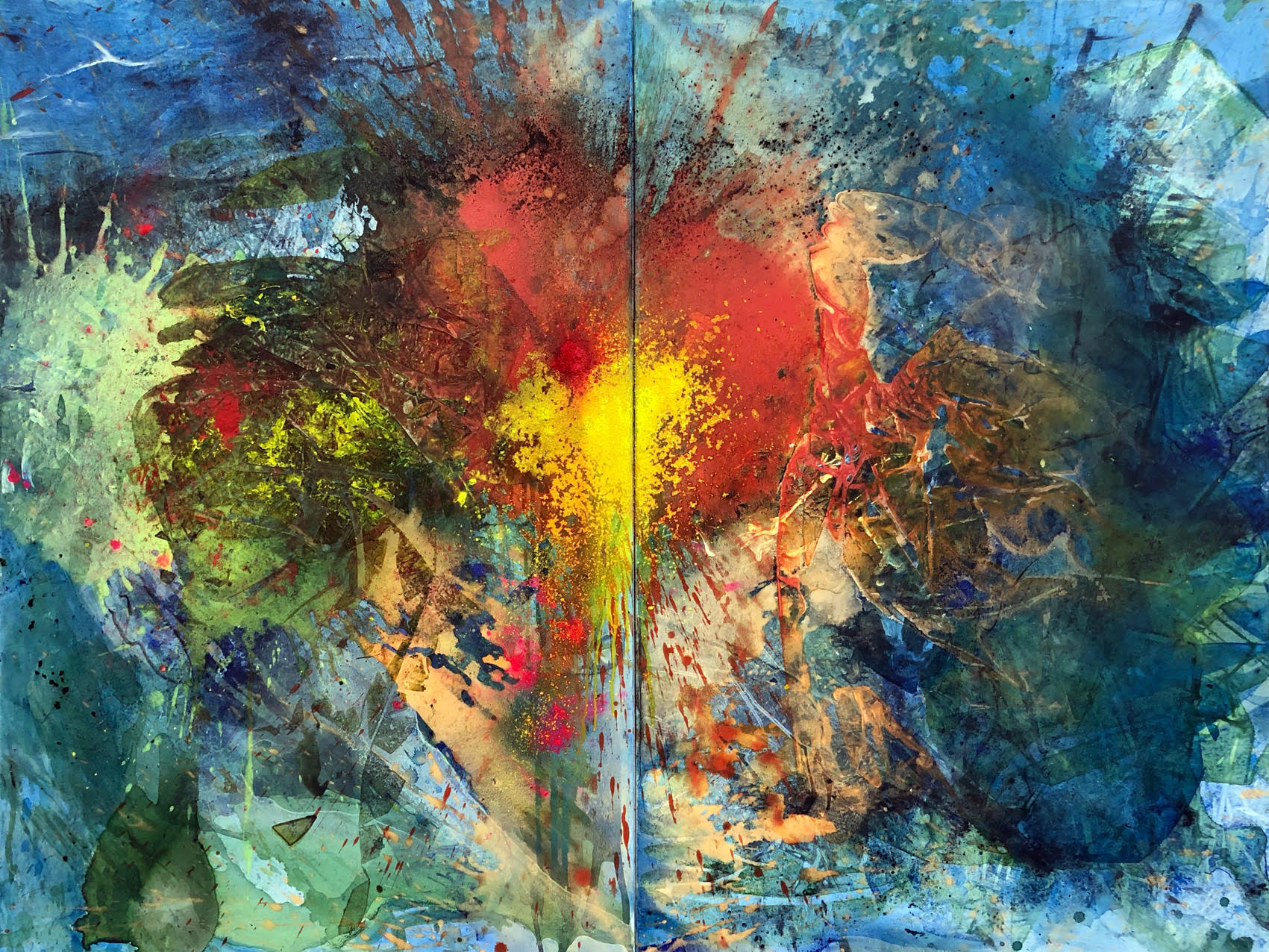
Red cross, huile sur toile (diptyque) 120x160cm, 2011

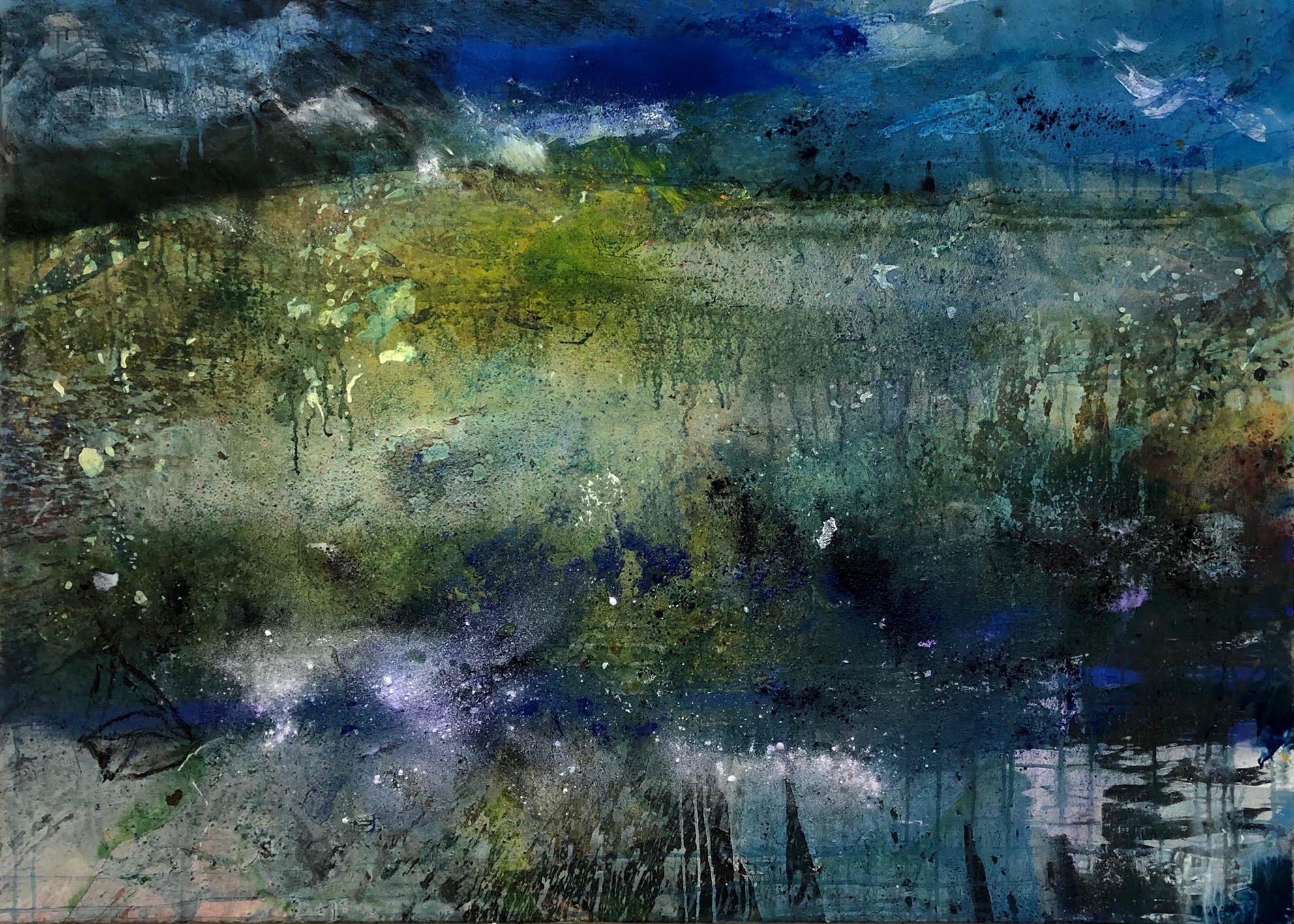
Goulven, huile sur toile 100x140cm, 2011

- « Spontanée, la peinture de Philippe Charpentier l'est et vient sur le support sans précipitation, mais d'un coup, avec énergie. Elle s'installe, s'organise, puis strate par strate, surpeinture sur surpeinture, aboutit dans une glorieuse explosion de couleurs, ou bien - beaucoup plus rarement - s'enfonce dans les profondeurs de tons sombres, d'espaces noirs, aux franges du drame… Cet homme, ce peintre est, à l'évidence pour ses intimes, un homme de ruptures que domine l'émotion - Philippe Charpentier vit un quotidien de cassures, voire de destructions affectives intenses, dont les blessures profondes sont transmuées comme frénétiquement, lorsqu'il crée avec une énergie formidable, à la limite de la violence même. Cela donne une dimension tout à fait exceptionnelle et sous-tend des débordements devenus impératifs. » - Patrick-Gilles Persin[6]
- « Philippe Charpentier n'hésite pas à prendre des risques même si parfois cette abstraction pulsionnelle et colorée avance sur le fil du rasoir. Un artiste en pleine évolution dont le travail depuis 1979, date à laquelle il abandonne le jazz pour se consacrer entièrement à la peinture, s'enrichit de nouvelles expériences. Une recherche de la matière, une superposition de signes abstraits, d'écritures confrontées, et la tentation d'harmoniser tous ces événements picturaux antagonistes. Une démarche courageuse qui atteint parfois son but. » - Gérald Schurr[22]
- « Charpentier, dont l'engagement physique rappelle celui de Pollock, se trouve dans un vis-à-vis pugnace avec la peinture ; il y a une relation de cause à effet entre ce que nous voyons et sa propre attitude. De même, au-devant des peintures de Sam Francis ou de Georges Mathieu, le spectateur parcourt un lit de sens qui, de traces en dépôts, désigne l'ombre d'une main, l'intention d'un corps, le projet d'un être… Il n'y a pas de "signe Charpentier", il n'y a pas de marottes que bien des peintres, surtout dans le champ et les marges de l'abstraction, ont cultivées, surtout pour qu'elles leur servent d'emblème. Sa peinture ne se tient pas dans la vallée des signes, aucun cachet, aucune marque ne la résume, même si, dans tel ou tel tableau, il cite Malevitch d'une croix ou Fausto Melotti d'un hélicon. C'est l'espace qu'elle interroge. Et quand nous parlons d'espace, c'est celui d'un souffle que nous évoquons. Charpentier ne désigne ni celui que balaye le vent, ni celui d'aucun vide, ni d'aucun plein, mais un espace sans mesure qu'approcherait le poète à condition d'emprunter à l'énergie de la mémoire ses forces. Permanent besoin de peindre, pas de faire des tableaux. » - Alin Avila[2]
- « À ses débuts, il fut marque par la peinture américaine : Mark Rothko, Franz Kline, Willem de Kooning, Robert Motherwell, Ses références n'étaient pas exclusives, sa peinture ne le fut pas non plus. Au début, dans des harmonies sourdes, la matière était prépondérante, grasse, sensuelle, accapareuse d'éléments hétérogènes par collages, et même de suggestions de réalités extérieures pouvant parfois s'y insérer. Dans le cours de son évolution, la couleur reprit de l'importance pour jouer sa partie dans l'ensemble. C'est une peinture d'instinct, de pulsion, de tempérament, instantanée, une peinture jazz. Talentueuse, globalisante, additionnant dans les volutes et les hautes pâtes chromatiques de l'informel des aspects déjà vus depuis des décennies dans la déjà longue histoire de l'abstraction, c'est une peinture sans apport neuf par rapport à l'acquis, une peinture raffinée dans la consommation courante, garante, ce qui n'est pas rien, du plaisir de peindre. » - Jacques Busse[3]
- « S'il fallait en faire un inventaire précis, je dirais qu'il y a de la couleur, beaucoup de couleurs, des coulures, des taches, des hachures, des déchirures, des collages, des bombages, des choses repérables et d'autres incertaines. Je parle ici d'un tableau de Philippe Charpentier, de n'importe quel tableau de Philippe Charpentier. À première vue, ça paraît un peu confus, un peu chaotique, un peu désordonné, mais on a le sentiment pourtant de ne rien pouvoir y ajouter, ou en retirer ; pas même ces collages parfois agaçants qui vont du dessin d'enfant à l'image d'actualité, en passant par quelques photographies de femmes voluptueuses et dénudées… Je repense aux textes qu'écrivait Vassily Kandinsky sur la sonorité des couleurs, sur leur musicalité. Charpentier fut autrefois musicien de jazz : il jouait de la batterie ; sa peinture en garde ce rythme sans cesse rompu, puis recollé, décalé mais toujours juste. Elle en garde aussi la violence maîtrisée, l'entrain, le dynamisme. » - Olivier Céna[53]
- « C'est un privilège de le voir travailler mais c'est également un moment étonnant. L'homme est impressionnant de puissance, de précision et de rapidité d'exécution. C'est un musicien, un batteur qui scande les notes sur ses toiles, ses pinceaux battent la mesure au rythme de ce qu'il entend, au propre comme au figuré. Du coup, ses peintures chantent avec lui, par lui. Il faut prendre le temps de les décrypter et de les écouter… Ses eaux dormantes ne le sont pas. Elles couvent je ne sais quelle tempête d'électrons qui ne demandent qu'à exploser. Trompeuse tranquillité de ses Marines, toujours l'étiquetage, qui masquent mal le tsunami à venir. On devine les fissures, les blessures enfouies, on attend l'explosion.On ne tarde guère. Charpentier a besoin de la nuit et de la profondeur. Alors, ses fractures mutent en feu, galaxies, comètes et volcans, s'apaisent par l'eau des abysses. Charpentier peint en respirant, en rythme. Même processus que l'écriture, il se livre et se délivre. Pour en jouir. » - Brigitte Rivoire[38]
- « Enfin de la vraie peinture, explosive, époustouflante, puissante, tel un big bang. Le big bang du peintre maître de son univers, cherchant à tâtons sa transcendance des êtres, des lieux, des choses. Des hésitations, des repentirs, des palimpsestes, dans un fourmillement de couleurs. Des interrogations aussi quand l'harmonie se fait plus sombre. Sous un déluge de taches, d'éclaboussures, de lacs colorés, se dressent des géométries de ruines, de corps, de cités englouties. Une peinture à rêver le monde autrement. Avec Charpentier, il faut se faire archéologue de la toile. » - Lionel Girard[45]

## Conservation

### Collections publiques

#### France
- Chapelle du Méjean, Arles[54].
- Espace Van-Gogh, Arles.
- Collégiale Saint-Cerneuf de Billom.
- Hôtel de ville de Billom.
- Conseil départemental de l'Ain, Bourg-en-Bresse.
- Château d'eau, Bourges.
- Médiathèque de Bourges.
- Tours narbonnaises, Carcassonne.
- Hôtel de ville de Commentry[40].
- Artothèque du Centre régional de documentation de Créteil.
- Hôpital Saint-François de Montluçon, Désertines (Allier).
- Lieu d'art et action contemporaine de Dunkerque[54].
- Musée du débarquement, Isigny-sur-Mer[54].
- Centre d'art contemporain, Le Blanc-Mesnil.
- Communauté urbaine Creusot Montceau, Le Creusot.
- Communauté urbaine de Lille-Métropole, Lille.
- Hôtel de ville de Lille.
- Médiathèque de Limoges.
- Artothèque de l'espace Jacques-Prévert, Mers-les-Bains, Flamenco sketches, huile sur toile 100x100cm.
- Hôtel de ville de Montceau-les-Mines.
- L'Embarcadère, Montceau-les-Mines.
- Centre Athanor, Montluçon.
- Hôtel de ville de Montluçon.
- Maison des Arts, Nevers.
- Médiathèque d'Orléans.
- Bibliothèque nationale de France, Paris.
- Cité internationale des arts, Paris.
- Fonds régional d'art contemporain Île-de-France, Paris.
- Fonds national d'art contemporain, Puteaux, Bag's groove, gouache et encre sur papier 105x70cm, 1982 (en dépôt à l'ambassade de France à Mexico)[55].
- Centre d'art contemporain de Normandie, Rouen.
- Église Saint-Vincent de Saint-Flour.
- Artothèque de Saint-Maur-des-Fossés, une lithographie et une sérigraphie[56].
- Musée d'Art de Toulon (donation Alin Avila)[54].
- Musée de la citadelle, Villefranche-sur-Mer (donation Henri Goetz)[54].

#### Bosnie-Herzégovine
- Musée de Sarajevo.

#### Croatie
- Musée d'art contemporain de Zagreb.

#### Slovénie
- Musée de Ljubljana (sl).
- Musée des Beaux-Arts (sl) de Maribor.

### Collections privées

#### France
- Fondation Colas, Boulogne-Billancourt.
- Pyramide Pernod, Créteil.
- Coopérative Isigny-Sainte-Mère, Isigny-sur-Mer.
- CGI Finance, Marcq-en-Barœul.
- GEGM, Neuilly-sur-Seine.
- Pierre Gagnaire, Paris.
- Opel France, Poissy.
- Alphonse Mellot, Sancerre.

#### Suisse
- General Motors Europe, Zurich.